# Energia renovável na Escócia

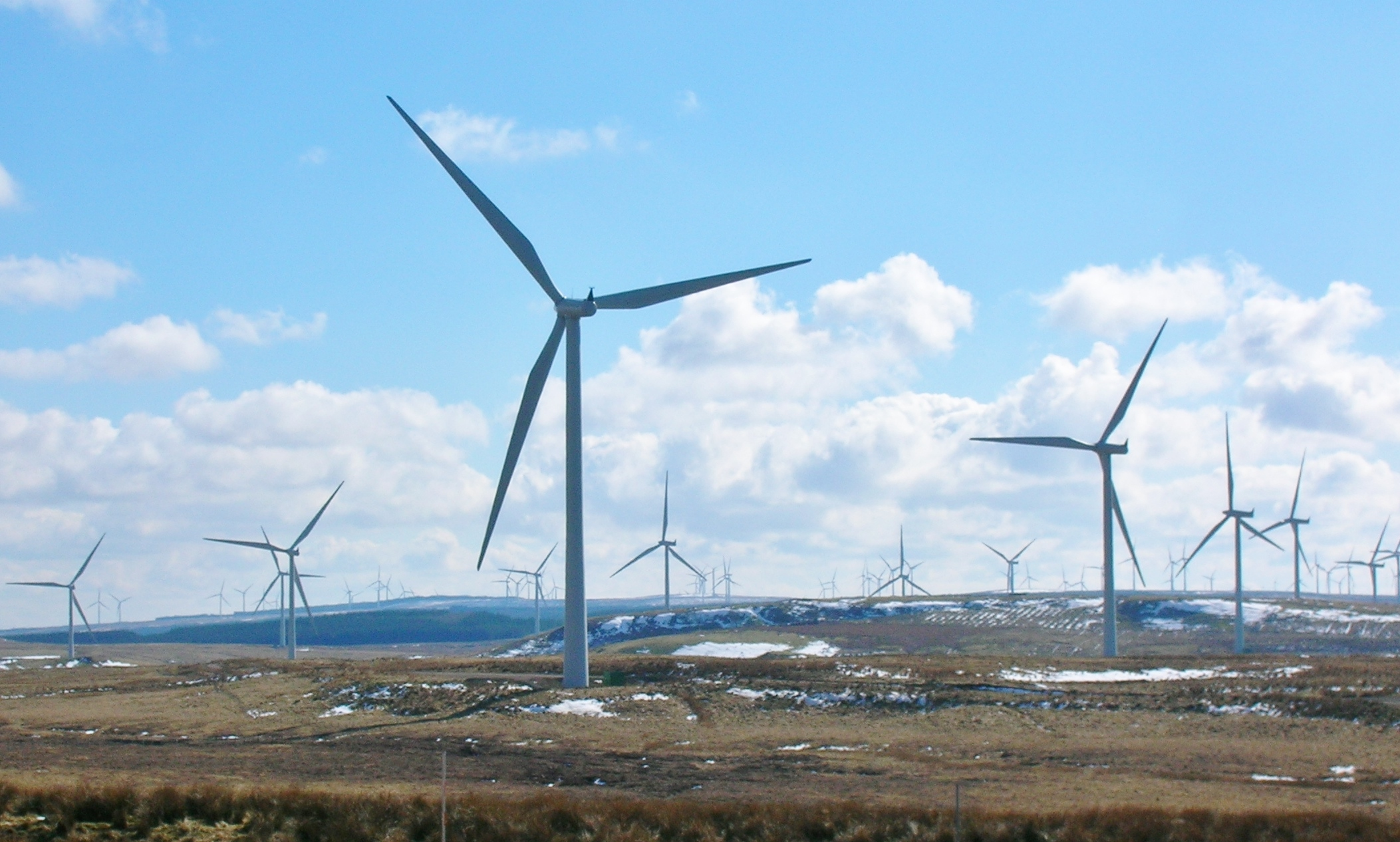
O Parque Eólico Whitelee é operado pela Scottish Power Renewables e é o maior parque eólico em terra firme do Reino Unido, com uma capacidade total de 539 megawatts (MW).

A produção de energia renovável na Escócia é um tópico que ganhou destaque em termos técnicos, econômicos e políticos durante os primeiros anos do século XXI. A base de recursos naturais para energia renovável é alta para os padrões europeus e até mesmo globais, sendo que as fontes potenciais mais importantes são o vento, as ondas e as marés. As energias renováveis geram quase toda a eletricidade da Escócia, principalmente a partir da energia eólica do país.
Em 2020, a Escócia tinha 12 gigawatts (GW) de capacidade de eletricidade renovável, o que produziu cerca de um quarto da geração renovável total do Reino Unido. Em ordem decrescente de capacidade, a geração renovável da Escócia vem da energia eólica em terra, hidrelétrica, eólica em alto-mar [en], solar fotovoltaica [en] e biomassa. A Escócia exporta grande parte dessa eletricidade. Em 26 de janeiro de 2024, o governo escocês confirmou que a Escócia gerou o equivalente a 113% do consumo de eletricidade do país a partir de fontes de energia renovável, tornando-se o maior valor percentual já registrado para a produção de energia renovável na Escócia. O fato foi saudado como “um marco significativo na jornada da Escócia rumo ao zero líquido” pelo Secretário de Gabinete para Economia do Bem-estar, Trabalho Justo e Energia, Neil Gray. É a primeira vez que a Escócia produziu mais energia renovável do que de fato consumiu e demonstra o “enorme potencial da economia verde da Escócia”, conforme afirmou Gray.
Melhorias contínuas em engenharia e economia permitem o uso de mais recursos renováveis. Os temores em relação à escassez de combustível e às mudanças climáticas fizeram com que o assunto ocupasse um lugar de destaque na agenda política. Em 2020, um quarto do consumo total de energia, incluindo aquecimento e transporte, foi atendido por energias renováveis, e a meta do governo escocês é a metade até 2030. Embora as finanças de alguns projetos continuem especulativas ou dependentes de incentivos de mercado, houve uma mudança significativa - e, com toda a probabilidade, de longo prazo - na economia subjacente.
Além dos aumentos planejados na capacidade de geração em larga escala usando fontes renováveis, vários esquemas relacionados para reduzir as emissões de carbono estão sendo pesquisados. Embora haja um apoio significativo dos setores público, privado e comunitário, foram expressas preocupações sobre o efeito das tecnologias no ambiente natural. Há também um debate político sobre a relação entre a localização, a propriedade e o controle desses recursos amplamente distribuídos.

## Conscientização do potencial

### Resumo do potencial de recursos da Escócia
| Tecnologia                   | Capacidade atual (GW) | Capacidade potencial (GW) | Potencial energético (TWh) |
| ---------------------------- | --------------------- | ------------------------- | -------------------------- |
| Eólica terrestre             | 8,991                 | 11,5                      | 45,0                       |
| Hidro                        | 1,667                 | n.a.                      | 5,52                       |
| Eólica em alto-mar           | 2,166                 | 25                        | 82,0                       |
| Biomassa                     | 0,272                 | 0,45                      | 13,5                       |
| Solar fotovoltaica           | 0,505                 | 6                         | n.a.                       |
| Gás de aterro                | 0,116                 | n.a                       | 0.6                        |
| Digestão anaeróbica          | 0,060                 | n.a                       | n.a                        |
| Energia a partir de resíduos | 0,070                 | n.a                       | 0.6                        |
| Ondas e marés                | 0,022                 | 25                        | 79                         |
| Lodo de esgoto               | 0,008                 | n.a                       | n.a                        |
| Geotérmica                   | n.a.                  | 12                        | 7,6                        |
| Solar térmica                | n.a.                  | n.a.                      | 5,8                        |
| Total                        | 13,877 GW             | aprox. 70 GW              | 236,6 TWh/ano              |

### Metas
Em 2005, a meta era que 18% da produção de eletricidade da Escócia fosse gerada por fontes renováveis até 2010, aumentando para 40% até 2020. Em 2007, essa meta foi aumentada para 50% da eletricidade proveniente de fontes renováveis até 2020, com uma meta provisória de 31% até 2011. No ano seguinte, foram anunciadas novas metas para reduzir as emissões gerais de gases de efeito estufa em 80% até 2050, confirmadas no Climate Change Delivery Plan de 2009. Maf Smith, diretor da Comissão de Desenvolvimento Sustentável da Escócia, disse: “Os governos de todo o mundo estão se esquivando de tomar as medidas necessárias. O governo escocês deve ser elogiado por sua intenção de liderar o caminho”.
A Escócia visa produzir 50% de toda a energia (não apenas eletricidade) a partir de fontes renováveis até 2030.
Uma meta ambiciosa foi estabelecida com um plano de 7 anos para construir mais 8 GW de energia eólica offshore até 2030.
Continua sendo uma política do governo escocês reduzir as emissões para zero líquido até 2045.

### Histórico
A produção de eletricidade é apenas uma parte do orçamento geral de uso de energia. Em 2002, a Escócia consumiu um total de 175 terawatts-hora (TWh) de energia em todas as formas, cerca de 2% a menos do que em 1990. Desse total, apenas 20% foi consumido na forma de eletricidade pelos usuários finais; a grande maioria da energia utilizada é proveniente da queima de petróleo (41%) e gás (36%). No entanto, a capacidade de geração de eletricidade renovável pode ser de 60 GW ou mais, maior do que o necessário para fornecer a energia existente fornecida por todas as fontes de combustível escocesas de 157 TWh.
Os números de 2002 usados como linha de base em RSPB Scotland et al. (2006) para a produção de eletricidade são: gás (34%), petróleo (28%), carvão (18%) e nuclear [en] (17%), com 3% de energias renováveis (principalmente hidrelétricas), antes do crescimento substancial da produção de energia eólica. Em janeiro de 2006, a capacidade total de geração elétrica instalada de todas as formas de energia renovável era inferior a 2 GW, cerca de um quinto da produção elétrica total. A Escócia também tem quantidades significativas de depósitos de combustíveis fósseis, incluindo reservas comprovadas substanciais de petróleo e gás e 69% das reservas de carvão do Reino Unido. No entanto, o governo escocês estabeleceu metas ambiciosas para a produção de energia renovável.
A maioria da eletricidade da Escócia é transportada pela National Grid (Rede Nacional), e a combinação de energias renováveis da Escócia contribui para a produção de eletricidade da Grã-Bretanha como um todo. Em 2012, mais de 40% da eletricidade da Escócia era proveniente de energia renovável, e a Escócia contribuiu com quase 40% da produção de energias renováveis do Reino Unido. No final desse ano, havia 5.801 megawatts (MW) de capacidade instalada de eletricidade renovável, um aumento de 20,95% (1.005 MW) em relação ao final de 2011. A geração de eletricidade renovável em 2012 foi um recorde de 14.756 GWh, um aumento de 7,3% em relação a 2011, o ano recorde anterior para a produção de renováveis. Em 2015, a Escócia gerou 59% de seu consumo de eletricidade por meio de fontes renováveis, excedendo a meta do país de 50% de eletricidade renovável até aquele ano.
Em 2018, a Escócia exportou mais de 28% da geração de eletricidade para o resto do Reino Unido. Em 2019, a geração de eletricidade renovável foi de 30.528 GWh, mais de 90% do consumo bruto de eletricidade da Escócia (33.914 GWh) e 21% do uso geral de energia foi produzido a partir de fontes renováveis, em comparação com as metas do governo escocês de 100% até 2020 e 50% até 2030, respectivamente. No início de 2020, a Escócia tinha 11,8 gigawatts (GW) de capacidade instalada de eletricidade renovável, que produziu aproximadamente 25% da geração renovável total do Reino Unido (119.335 GWh).

### Impacto econômico
O setor de energia renovável sustenta mais de 11.500 empregos na Escócia, de acordo com um estudo de 2013 da Scottish Renewables. Com 13,9 GW de projetos de energia renovável em andamento, o setor tem potencial para crescer rapidamente nos próximos anos, criando mais empregos na região. Glasgow, Fife e Edimburgo são os principais centros de desenvolvimento de energia eólica em alto-mar, e os emergentes setores de energia das ondas e das marés estão concentrados nas Highlands e nas ilhas. A criação de empregos na zona rural está sendo apoiada por sistemas de bioenergia em áreas como Lochaber, Moray e Dumfries e Galloway. Embora as finanças de alguns projetos continuem especulativas ou dependentes de incentivos de mercado, houve uma mudança significativa e, com toda a probabilidade, de longo prazo, na economia subjacente.
Um motivo importante para essa ambição é a crescente preocupação internacional com a mudança climática induzida pelo homem. A proposta da Royal Commission on Environmental Pollution de que as emissões de dióxido de carbono deveriam ser reduzidas em 60% foi incorporada ao Energy White Paper de 2003 do governo do Reino Unido. O Relatório Stern de 2006 propôs uma redução de 55% até 2030. Relatórios recentes do Painel Intergovernamental sobre Mudanças Climáticas aumentaram ainda mais o perfil da questão.

## Hidreletricidade

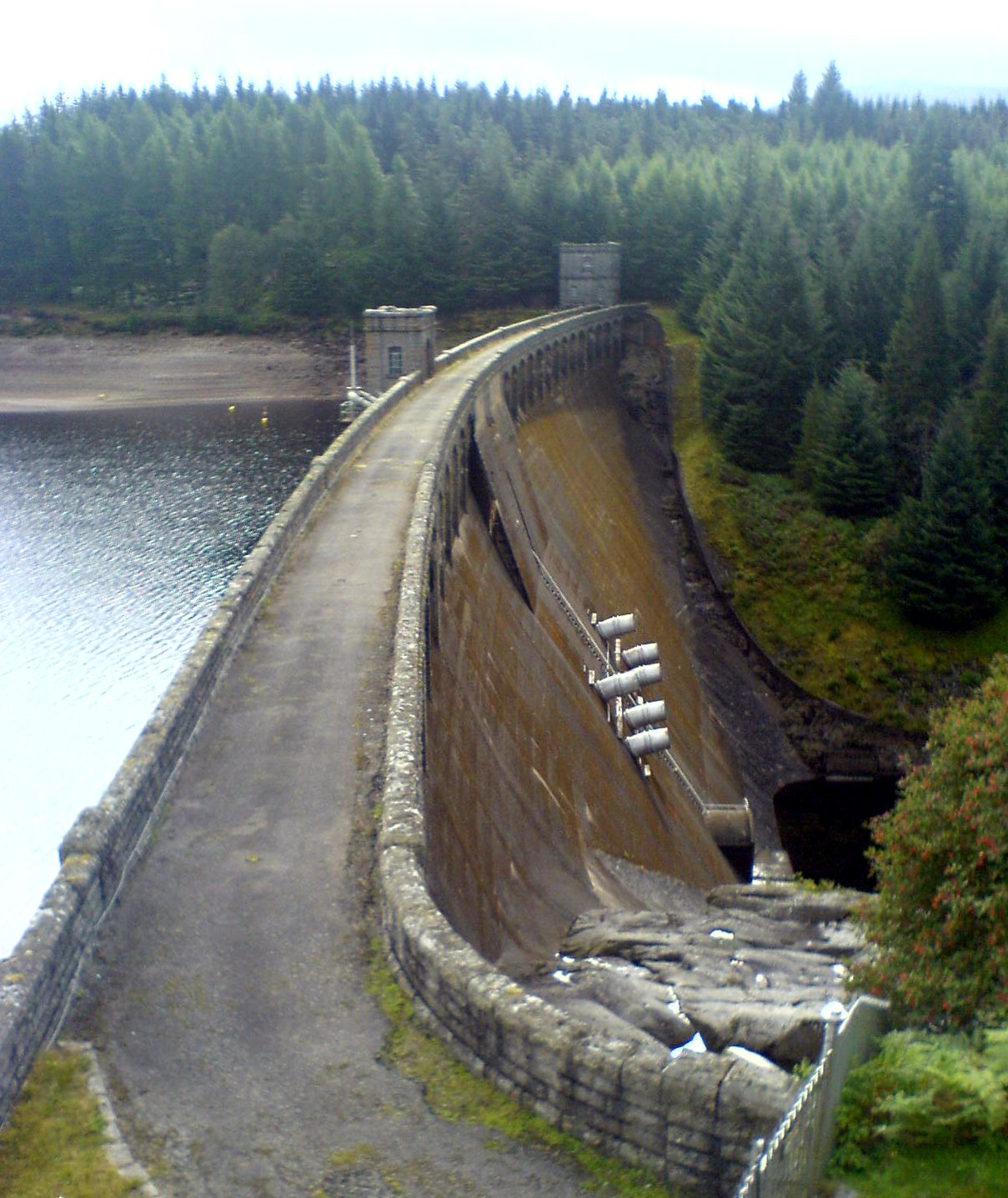
Uma típica barragem hidrelétrica das Terras Altas em Loch Laggan

Em 2007, a Escócia tinha 85% dos recursos hidrelétricos do Reino Unido, grande parte deles desenvolvidos pelo North of Scotland Hydro-Electric Board na década de 1950. O “Hydro Board”, que trouxe “a energia dos vales”, era então um setor nacionalizado, foi privatizado em 1989 e agora faz parte da Scottish and Southern Energy plc.
Em 2021, a capacidade instalada era de 1,67 GW, o que representa 88% da capacidade total do Reino Unido e inclui grandes desenvolvimentos, como o Breadalbane Scheme de 120 MW e o sistema Tummel de 245 MW. Várias usinas hidrelétricas da Escócia foram construídas para alimentar o setor de fundição de alumínio. Elas foram construídas em vários “esquemas” de estações interligadas, cada uma cobrindo uma área de captação, de modo que a mesma água pode gerar energia várias vezes à medida que desce. Inúmeras regiões remotas foram inundadas por esses esquemas, muitos dos maiores dos quais envolviam a abertura de túneis através de montanhas, bem como a represa de rios. Emma Wood, autora de um estudo sobre esses pioneiros, descreveu os homens que arriscaram suas vidas nesses empreendimentos como “tigres de túneis”.
A partir de 2010, estima-se que outros 1,2 GW de capacidade permaneçam disponíveis para exploração, principalmente na forma de desenvolvimentos de micro e pequenas centrais hidrelétricas, como as de Knoydart e Kingussie [en]. O Projeto Glendoe de 100 MW, inaugurado em 2009, foi a primeira barragem de grande escala em quase cinquenta anos.
Em abril de 2010, foi concedida permissão para quatro novos esquemas hidrelétricos, totalizando 6,7 MW de capacidade no  Parque Nacional de Loch Lomond e Trossachs.

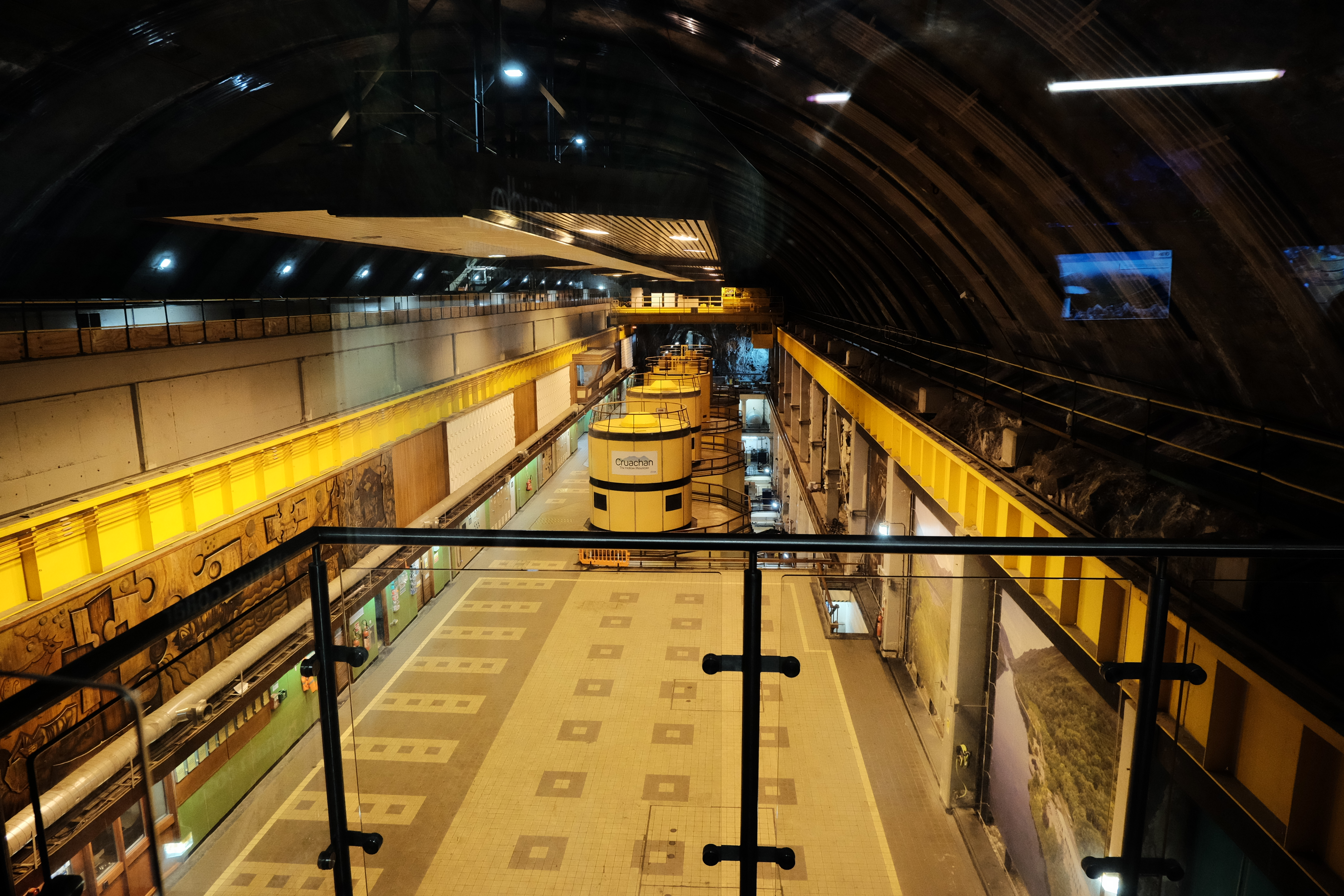
Turbine Hall na usina hidrelétrica de Ben Cruachan em 2024

Há também mais potencial para novos esquemas de centrais hidroelétricas reversíveis que funcionariam com fontes intermitentes de energia, como vento e ondas. Exemplos operacionais incluem os esquemas de 440 MW da represa de Cruachan e 300 MW de Falls of Foyers, enquanto o trabalho exploratório para o esquema de 1,5 GW de Coire Glas começou no início de 2023. Esses esquemas têm o objetivo principal de equilibrar as demandas de pico na rede elétrica.

## Energia eólica

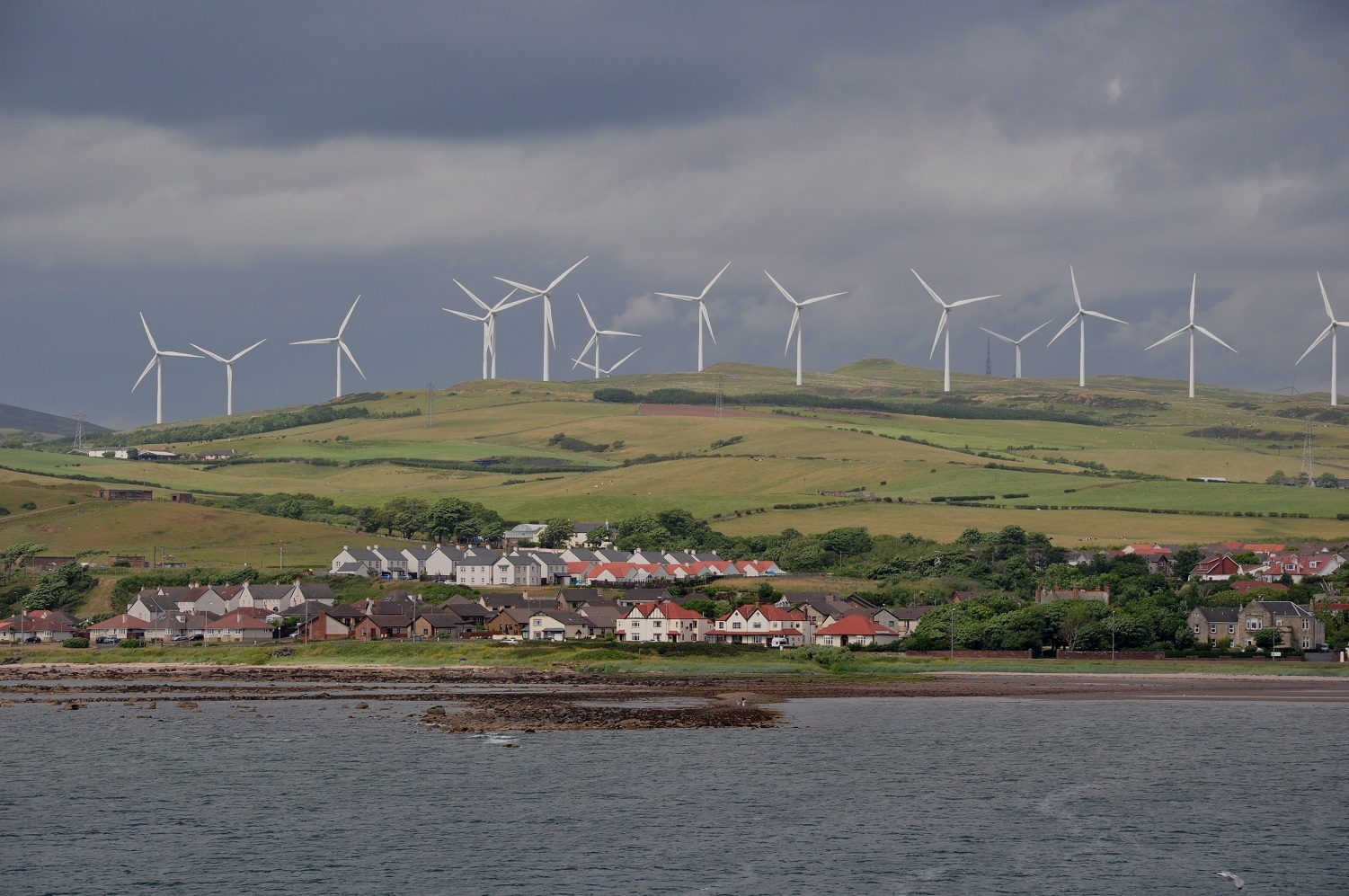
Parque eólico de Ardrossan

A energia eólica é a tecnologia de energia renovável que mais cresce no país, com 8.423 MW de capacidade instalada em 2018. Em 7 de agosto de 2016, uma combinação de ventos fortes e baixo consumo causou mais geração de energia eólica (106%) do que consumo. As turbinas eólicas escocesas forneceram 39.545 MWh durante as 24 horas daquela data, enquanto o consumo foi de 37.202 MWh. Foi a primeira vez que as medições estavam disponíveis para confirmar esse fato. A eletricidade gerada pelo vento em novembro de 2018 foi suficiente para abastecer quase 6 milhões de residências, e a produção eólica superou a demanda total de eletricidade em vinte dias durante aquele mês. Esse último resultado foi descrito pelo grupo ambiental WWF Scotland como “verdadeiramente importante”.
A meta para 2030, estabelecida em 2023, era de 11 GW de energia eólica offshore até 2030. Isso representaria um aumento de 400% na energia eólica offshore e um aumento de 60% no total de energia eólica gerada.

### Em terra
O parque eólico Black Law, com 54 turbinas, tem capacidade total de 124 MW. Está localizado perto de Forth, em South Lanarkshire, e foi construído em uma antiga mina de carvão a céu aberto, com capacidade original de 97 MW com 42 turbinas. Ela emprega sete funcionários permanentes no local e criou 200 empregos durante a construção. Em uma segunda fase, foram instaladas mais 12 turbinas. O projeto recebeu amplo reconhecimento por sua contribuição aos objetivos ambientais. O maior parque eólico terrestre do Reino Unido (539 MW) fica em Whitelee, em East Renfrewshire.
Há muitos outros parques eólicos em terra, inclusive alguns - como o da Ilha de Gigha [en] - que são de propriedade da comunidade. O Heritage Trust criou a Gigha Renewable Energy para comprar e operar três turbinas eólicas Vestas V27. Elas entraram em operação em 21 de janeiro de 2005 e são capazes de gerar até 675 kW de energia, e os lucros são reinvestidos na comunidade. A ilha de Eigg [en], nas Hébridas Interiores, não está conectada à Rede Nacional e tem uma fonte de energia renovável integrada com energia eólica, hidrelétrica, solar e armazenamento de bateria, além de um backup de diesel raramente usado.
A localização das turbinas às vezes é um problema, mas as pesquisas geralmente demonstram altos níveis de aceitação da comunidade em relação à energia eólica. Os desenvolvedores de parques eólicos são incentivados a oferecer “fundos de benefícios à comunidade” para ajudar a lidar com as desvantagens enfrentadas pelas pessoas que moram nas proximidades dos parques eólicos. No entanto, a orientação do plano de desenvolvimento local de Dumfries e Galloway conclui que “algumas áreas são consideradas como tendo atingido a capacidade de desenvolvimento, devido aos efeitos cumulativos significativos já evidentes”.

### Em alto-mar
O Parque Eólico Robin Rigg é um empreendimento de 180 MW concluído em abril de 2010, que é o primeiro parque eólico em alto-mar da Escócia, localizado em um banco de areia no Solway Firth [en]. Onze das turbinas eólicas mais potentes do mundo (Vestas V164 - 8,4 MW cada) estão localizadas no Centro Europeu de Implantação Eólica em Alto-Mar, na costa leste de Aberdeenshire.
Estima-se que existam 11,5 GW de potencial eólico em terra, o suficiente para fornecer 45 TWh de energia. Mais do que o dobro dessa quantidade existe em locais em alto-mar, onde as velocidades médias do vento são maiores do que em terra. O potencial total em alto-mar é estimado em 25 GW, que, embora seja mais caro de instalar, poderia ser suficiente para fornecer quase metade da energia total utilizada. Os planos para aproveitar até 4,8 GW do potencial no interior de Estuário de Moray [en] e Estuário do Forth foram anunciados em janeiro de 2010. A Moray Offshore Renewables e a SeaGreen Wind Energy receberam contratos de desenvolvimento da Crown Estate como parte de uma iniciativa que abrange todo o Reino Unido. Também em 2010, foram realizadas discussões entre o governo escocês e a Statoil da Noruega com o objetivo de desenvolver um parque eólico flutuante de 5 turbinas, possivelmente localizado ao largo de Fraserburgh [en]. Em julho de 2016, a RSPB contestou o desenvolvimento no Firth of Forth e no Firth of Tay.
O governo escocês concedeu autorização para o desenvolvimento do parque eólico offshore Moray East em 2014, com capacidade de 1.116 MW. A 103ª e última jaqueta do projeto foi instalada em dezembro de 2020. A matriz Hywind Scotland, na costa de Peterhead, é o primeiro parque eólico flutuante do mundo. Ele consiste em cinco turbinas de 6 MW com um diâmetro de rotor de 154 m e tem como objetivo demonstrar a viabilidade de sistemas maiores desse tipo.

## Energia das ondas
Vários sistemas foram desenvolvidos desde a década de 1970, com o objetivo de aproveitar o enorme potencial disponível para a energia das ondas no litoral da Escócia. O desenvolvimento inicial da energia das ondas foi liderado por Stephen Salter, da Universidade de Edimburgo, no Edinburgh or Salter's duck, embora nunca tenha sido comercializado.

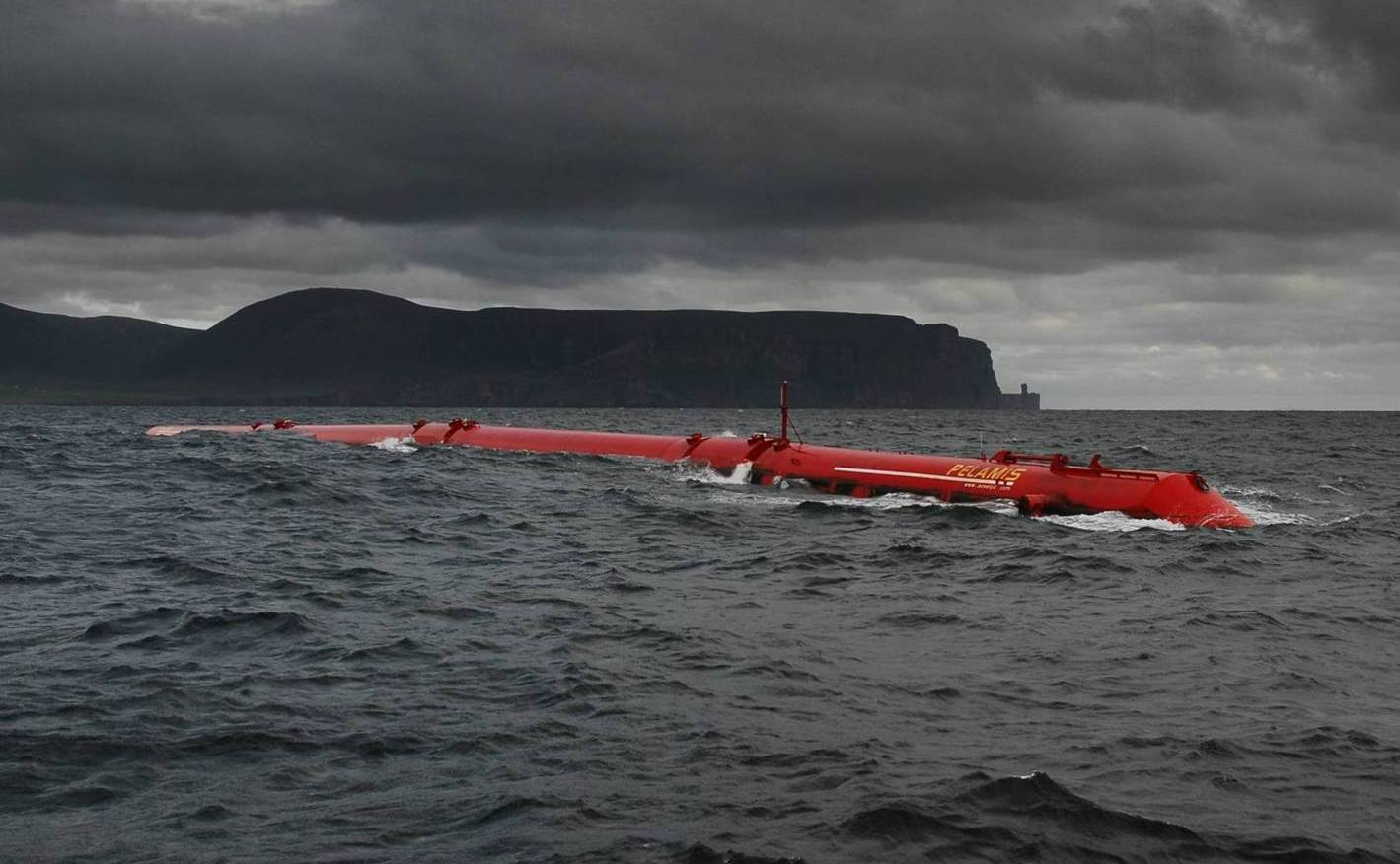
Pelamis no local do EMEC, o centro de testes marítimos

Uma das primeiras estações de energia das ondas conectadas à rede foi o conversor de energia LIMPET (Land Installed Marine Power Energy Transformer) de Islay. Ele foi instalado na ilha de Islay pela Wavegen Ltd e inaugurado em 2001 como o primeiro dispositivo de energia das ondas em escala comercial do mundo. No entanto, em março de 2013, os novos proprietários da Voith Hydro decidiram fechar a Wavegen, optando por se concentrar em projetos de energia das marés. O Siadar Wave Energy Project foi anunciado em 2009. Esse sistema de 4 MW foi planejado pela npower Renewables e pela Wavegen para um local a 400 metros da costa da Baía de Siadar, em Lewis. No entanto, em julho de 2011, a holding RWE anunciou que estava se retirando do esquema, e a Wavegen estava procurando novos parceiros.
A Ocean Power Delivery, sediada em Edimburgo, mais tarde Pelamis Wave Power, desenvolveu o Pelamis Wave Energy Converter entre 1998 e 2014. Os dispositivos P1 e P2 foram testados no Centro Europeu de Energia Marinha em Órcades, e três máquinas P1 foram instaladas em Portugal no Parque de Ondas da Aguçadoura no final de 2008. Em 2009, a empresa de energia sueca Vattenfall iniciou o desenvolvimento do Parque de Ondas de Aegir, na costa oeste de Shetland, que usaria dispositivos Pelamis, mas o projeto foi cancelado depois que a Pelamis entrou em processo de administração.
Após o fim da Pelamis e da Aquamarine Power, a Wave Energy Scotland foi criada em 2014 para facilitar o desenvolvimento da energia das ondas. Foi criada pelo governo escocês como uma subsidiária da Highlands and Islands Enterprise. No entanto, embora a Escócia tenha “mais dispositivos de ondas e marés instalados em nossas águas do que em qualquer outro lugar do mundo”, o desenvolvimento da produção comercial de energia das ondas tem sido lento. Entre 2015 e 2022, os programas da Wave Energy Scotland ajudaram a financiar o desenvolvimento e a demonstração de dispositivos em escala parcial da Mocean Energy e da AWS Ocean Energy, que foram testados na EMEC. O dispositivo da Mocean foi reimplantado no projeto Renewables for Subsea Power, fornecendo energia por mais de um ano para o monitoramento autônomo de projetos de petróleo e gás.

## Energia maremotriz

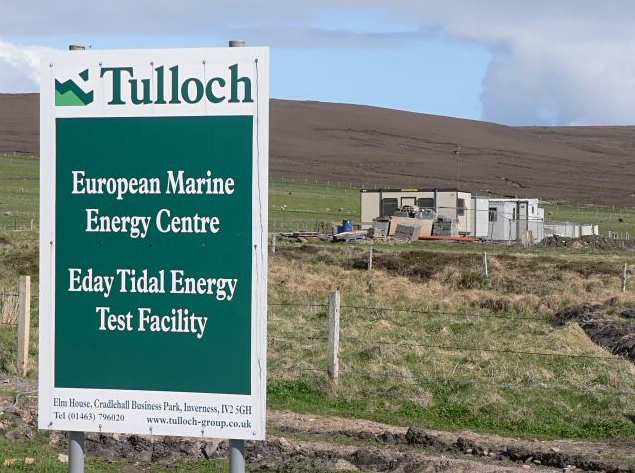
Centro Europeu de Energia Marinha Local de teste de energia maremotriz em en em construção em 2006

Diferentemente da energia eólica e das ondas, a energia maremotriz é uma fonte inerentemente previsível, e há muitos locais na Escócia onde ela poderia ser aproveitada para gerar energia. O Pentland Firth, entre Órcades e a Escócia continental, foi descrito como a “Arábia Saudita da energia maremotriz” e pode ser capaz de gerar até 10 GW, embora uma estimativa mais recente sugira um limite superior de 1,9 GW. Em março de 2010, um total de dez locais na área, capazes de fornecer uma capacidade instalada de 1,2 GW de geração de energia maremotriz e ondas, foram arrendados pela empresa de energia elétrica da Escócia. 2 GW de geração de marés e ondas foram arrendados pela Crown Estate. Existem vários outros locais de marés com potencial considerável no arquipélago de Órcades. As corridas de marés na costa oeste em Kylerhea, entre Skye e Loch Alsh, Grey Dog, ao norte de Scarba [en], Dorus Mòr, ao largo de Crinan, e o Golfo de Corryvreckan [en] também oferecem perspectivas significativas.
O “primeiro gerador de energia maremotriz de propriedade da comunidade do mundo” entrou em operação em Bluemull Sound, ao largo de Yell, Shetland, no início de 2014. Esse dispositivo Nova Innovation de 30 kW alimentava a rede local, e foi substituído por uma turbina de maré de 100 kW conectada em agosto de 2016. O conjunto foi ampliado para seis turbinas em janeiro de 2023, embora as três turbinas mais antigas tenham sido removidas alguns meses depois.
No extremo oposto do país, um relatório de consultores de 2010 sobre a possibilidade de um esquema envolvendo a construção de uma barragem de Solway, possivelmente ao sul de Annan (Dumfries e Galloway) [en], concluiu que os planos “seriam caros e sensíveis ao meio ambiente”. Em 2013, um esquema alternativo usando o conversor de energia marinha espectral VerdErg Renewable Energy foi proposto para um plano envolvendo o uso de uma ponte ao longo da rota de uma linha ferroviária abandonada entre Annan e Bowness-on-Solway [en].
Em outubro de 2010, a MeyGen, um consórcio da Morgan Stanley, Atlantis Resources Corporation e International Power, recebeu um contrato de arrendamento operacional de 25 anos da Crown Estate para um projeto de energia maremotriz de 400 MW no Pentland Firth. Em setembro de 2013, o governo escocês concedeu permissão à Meygen para o início do “maior projeto de energia maremotriz da Europa” e o desenvolvedor anunciou a instalação de um projeto de demonstração de 9 MW com até seis turbinas, expandindo para uma matriz de energia maremotriz de 86 MW. A produção comercial começou em novembro de 2016, com as quatro turbinas da Fase 1 instaladas em fevereiro de 2017. Os atuais proprietários, SIMEC Atlantis Energy (SAE), pretendem desenvolver o local de MeyGen até sua capacidade de rede atual de 252 MW. Em 2022 e 2023, a SAE recebeu Contratos por Diferença para fornecer 28 MW e 22 MW de eletricidade, o que financiará a próxima etapa do desenvolvimento do projeto.
As desenvolvedoras escocesas de energia maremotriz Nova Innovation e Orbital Marine Power receberam, cada uma, 20 milhões de euros de financiamento do Horizonte Europa [en] em 2023 para o desenvolvimento de matrizes de maré na Escócia. A Nova planeja instalar 16 turbinas, totalizando 4 MW em Órcades, enquanto a Orbital planeja quatro turbinas O2 com uma capacidade total de 9,6 MW.

## Bioenergia

### Biocombustível
Foram realizados vários experimentos de biocombustível em pequena escala. Por exemplo, em 2021, a British Airways realizou um voo de demonstração com 35% de biocombustível de aviação de Londres para Glasgow. Alguns dizem que o combustível de aviação sustentável (não necessariamente biocombustível) para o Reino Unido deve ser produzido na Escócia devido à alta participação de energia renovável. Devido à estação de crescimento relativamente curta para as culturas produtoras de beterraba-sacarina, o etanol não é produzido comercialmente como combustível.

### Biogás, digestão anaeróbica e gás de aterro sanitário
O biogás, ou gás de aterro sanitário, é um biocombustível produzido por meio do estágio intermediário da digestão anaeróbica, que consiste principalmente em 45-90% de metano e dióxido de carbono produzidos biologicamente. Em 2007, uma instalação de digestão anaeróbica termofílica foi comissionada em Stornoway [en], nas Ilhas Ocidentais. A Scottish Environment Protection Agency (SEPA) estabeleceu um padrão de digestato [en] para facilitar o uso de produtos sólidos de digestores em terra.
Reconheceu-se que o biogás (principalmente metano) - produzido a partir da digestão anaeróbica de matéria orgânica - é potencialmente uma matéria-prima valiosa e prolífica. A partir de 2006, estima-se que 0,4 GW de capacidade de geração pode estar disponível a partir de resíduos agrícolas. Os aterros sanitários têm potencial para mais 0,07 GW, com locais como o Avondale Landfill em Falkirk já utilizando seu potencial.

### Biomassa sólida

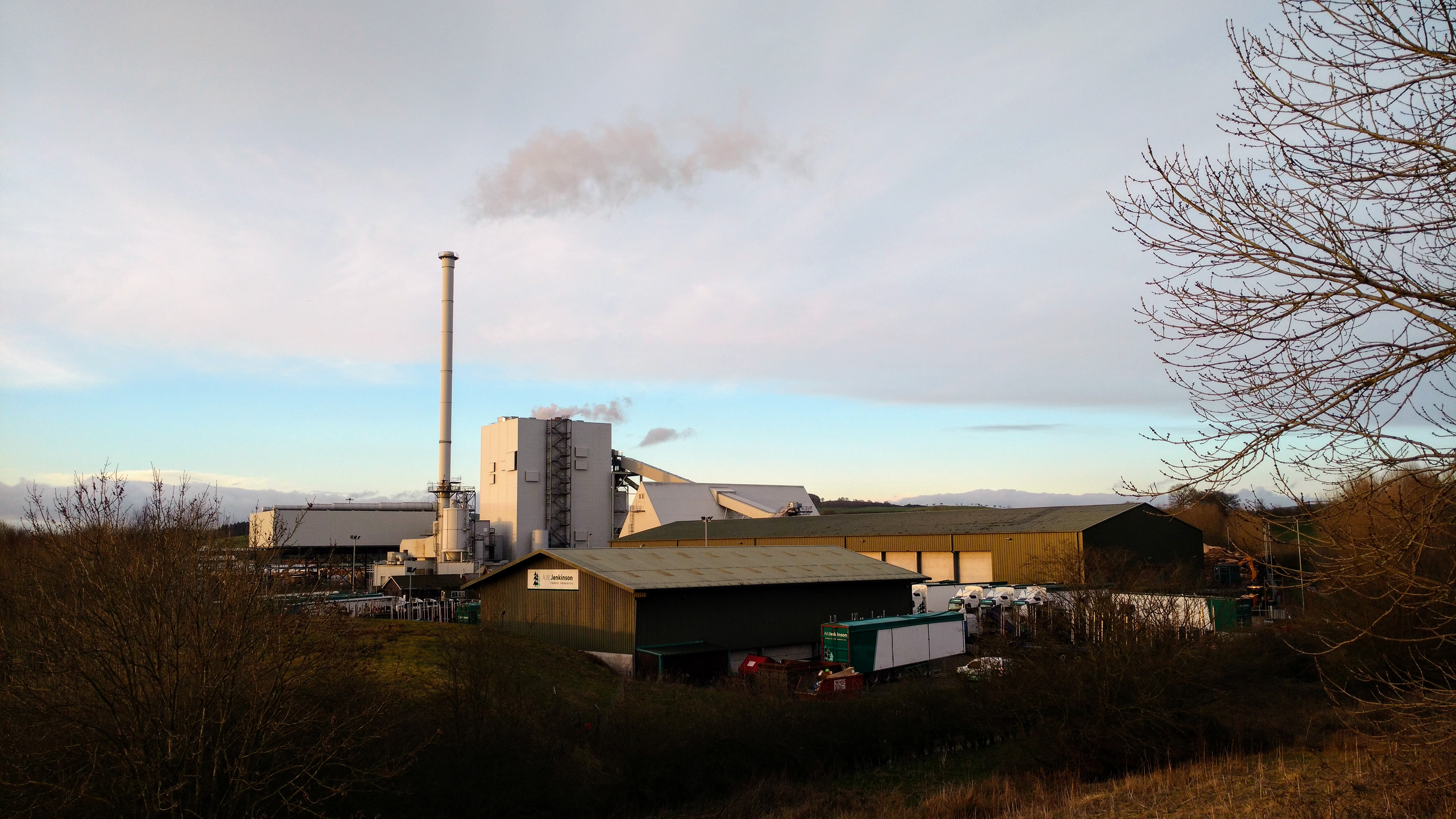
Usina elétrica a lenha de Steven's Croft, perto de Lockerbie

Um relatório de 2007 concluiu que a madeira combustível superou a hidroelétrica e a eólica como a maior fonte potencial de energia renovável. A previsão era de que as florestas da Escócia, que representavam 60% da base de recursos do Reino Unido, pudessem fornecer até 1 milhão de toneladas de combustível de madeira por ano. A previsão era de que o fornecimento de energia de biomassa atingisse 450 MW ou mais (predominantemente de madeira), com usinas de energia exigindo de 4.500 a 5.000 toneladas secas por ano por megawatt de capacidade de geração. No entanto, um relatório de acompanhamento de 2011 da Forestry Commission e do governo escocês concluiu que: “Não há capacidade para apoiar outras usinas de biomassa para geração de eletricidade em larga escala a partir de recursos domésticos de fibra de madeira”. Um plano para construir uma usina de biomassa de 200 MW em Edimburgo, que importaria 83% de sua madeira, foi retirado pela Forth Energy em 2012, mas a empresa de energia E.ON construiu uma usina de biomassa de 44 MW em Lockerbie usando culturas de origem local. Um artigo de 2007 da Renew Scotland afirmou que as caldeiras automáticas de pellets de madeira poderiam ser tão convenientes quanto os sistemas convencionais de aquecimento central. Essas caldeiras podem ser mais baratas de operar e, ao usar combustível de madeira produzido localmente, podem tentar ser o mais neutras possível em termos de carbono, usando pouca energia para transporte.
Também há potencial local para culturas energéticas, como salgueiro de curta rotação ou talhadia de álamo, Miscanthus × giganteus [en], resíduos agrícolas, como palha e esterco, e resíduos florestais. Essas culturas poderiam fornecer 0,8 GW de capacidade de geração.

### Incineração
Há uma usina bem-sucedida de incineração de resíduos para energia em Lerwick [en], em Shetland, que queima 22.000 toneladas (24.250 toneladas) de resíduos todos os anos e fornece aquecimento urbano para mais de 600 clientes. Embora essas usinas gerem emissões de carbono por meio da combustão do material biológico e dos resíduos plásticos (que derivam de combustíveis fósseis), elas também reduzem os danos causados à atmosfera pela criação de metano nos aterros sanitários. Esse é um gás de efeito estufa muito mais prejudicial do que o dióxido de carbono produzido pelo processo de queima, embora outros sistemas que não envolvam aquecimento urbano possam ter uma pegada de carbono semelhante à degradação direta de aterros sanitários.

## Energia solar
A radiação solar tem uma forte sazonalidade na Escócia como resultado de sua latitude. Em 2015, a energia solar fotovoltaica contribuiu com 0,2% do consumo final de energia da Escócia. Em um cenário 100% renovável para 2050, estima-se que a energia solar fotovoltaica forneceria 7% da eletricidade. O recurso praticável do Reino Unido é estimado em 7,2 TWh por ano.
Apesar do nível relativamente baixo de horas de sol na Escócia, os painéis solares térmicos podem funcionar de forma eficaz, pois são capazes de produzir água quente mesmo em tempo nublado. A tecnologia foi desenvolvida na década de 1970 e está bem estabelecida com vários instaladores; por exemplo, a AES Solar, com sede em Forres, forneceu os painéis para o prédio do Parlamento escocês.
Em 2022, a capacidade de energia solar na Escócia atingiu 420 MW. Subsídios governamentais foram disponibilizados para famílias de baixa renda para instalações de energia solar a partir de 2022.

## Energia geotérmica
A energia geotérmica é obtida a partir da energia térmica gerada e armazenada na Terra. A forma mais comum de sistemas de energia geotérmica na Escócia fornece aquecimento por meio de uma bomba de calor de fonte subterrânea. Esses dispositivos transferem energia do reservatório térmico da terra para a superfície por meio de tubulações rasas, utilizando um trocador de calor. Em geral, as bombas de calor de fonte subterrânea atingem um coeficiente de desempenho [en] entre 3 e 4, o que significa que para cada unidade de energia injetada, são produzidas de 3 a 4 unidades de energia térmica útil. A intensidade de carbono dessa energia depende da intensidade de carbono da eletricidade que alimenta a bomba.
Os custos de instalação podem variar de £7.000 a £10.000, e os subsídios podem estar disponíveis na iniciativa CARES operada pela Local Energy Scotland. Até 7,6 TWh de energia estão disponíveis anualmente a partir dessa fonte.
Os sistemas geotérmicos de água de minas também estão sendo explorados, utilizando a temperatura ambiente consistente da terra para aumentar a temperatura da água para aquecimento, circulando-a através de tubos de minas não utilizados. Em geral, a água precisará de mais aquecimento para atingir uma temperatura utilizável. Um exemplo é o projeto da Glenalmond Street em Shettleston, que usa uma combinação de energia solar e geotérmica para aquecer 16 casas. A água em uma mina de carvão a 100 metros (328 pés) abaixo do nível do solo é aquecida por energia geotérmica e mantida a uma temperatura de cerca de 12 °C durante todo o ano. A água aquecida é elevada e passa por uma bomba de calor, aumentando a temperatura para 55 °C e, em seguida, é distribuída para as casas, fornecendo aquecimento aos radiadores.
Também há potencial para a produção de energia geotérmica a partir de campos de petróleo e gás desativados.

## Tecnologias complementares
Está claro que, para reduzir as emissões de carbono, será necessária uma combinação de maior produção a partir de fontes renováveis e menor consumo de energia em geral e de combustíveis fósseis em particular. A Parceria de Tecnologia de Energia fornece uma ponte entre a pesquisa acadêmica no setor de energia e a indústria e tem como objetivo traduzir a pesquisa em impacto econômico. Embora também seja de baixo carbono, Torness - a única usina nuclear - deverá ser fechada em 2028 e nenhuma nova usina nuclear na Escócia deverá ser construída devido à oposição do governo escocês.

### Gerenciamento da rede
Os padrões de demanda estão mudando com o surgimento dos veículos elétricos e a necessidade de descarbonizar o aquecimento. O governo escocês investigou vários cenários para o fornecimento de energia em 2050 e, em um deles, chamado “Um futuro elétrico”, “o armazenamento de energia elétrica é amplamente integrado em todo o sistema” e “a frota de veículos elétricos opera como um vasto armazenamento de energia distribuída, capaz de apoiar o equilíbrio de energia local e nacional” e “edifícios com melhor isolamento significam que a demanda doméstica de energia caiu significativamente”.
Em 2007, a Scottish and Southern Energy plc, em conjunto com a Universidade de Strathclyde [en], iniciou a implementação de uma “Zona de Energia Regional” no arquipélago de Órcades. Esse esquema pioneiro (que pode ser o primeiro do gênero no mundo) envolve o “gerenciamento ativo da rede”, que fará melhor uso da infraestrutura existente e permitirá a entrada na rede de mais 15 MW de nova produção de “geração não firme” a partir de fontes renováveis. Em 2013, Órcades gerou 103% de suas necessidades totais de eletricidade a partir de fontes renováveis. Esse número aumentou para 128% em 2020, e Órcades foi saudada como um exemplo a ser seguido no mercado de energia verde.
Em janeiro de 2009, o governo anunciou o lançamento de um “Plano Espacial Marinho” para mapear o potencial das costas de Pentland Firth e Órcades e concordou em participar de um grupo de trabalho que examina as opções de uma rede offshore para conectar projetos de energia renovável no Mar do Norte a redes nacionais em terra. O potencial de tal esquema foi descrito como uma “bateria de 30 GW para a energia limpa da Europa”. A iniciativa recebeu o prêmio Scottish Awards for Quality in Planning em 2016.
Em agosto de 2013, a Scottish Hydro Electric Power Distribution conectou uma bateria de íons de lítio de 2 MW na Estação Elétrica de Kirkwall. Essa foi a primeira bateria de grande escala do Reino Unido conectada a uma rede local de distribuição de eletricidade. Há outras iniciativas de gerenciamento de demanda sendo desenvolvidas. Por exemplo, a Sunamp, uma empresa com sede em East Lothian, garantiu um investimento de £4,5 milhões em 2020 para desenvolver seu armazenamento de calor, que armazena energia que pode ser usada para aquecer água. Uma bateria de 50MW/100MWh está sendo construída em Wishaw [en], perto de Glasgow, e uma bateria de 50 MW começou em 2023.
Foi proposta uma conexão muito maior para vender mais eletricidade para a Inglaterra, mas isso pode não ser viável se o preço nodal da eletricidade for implementado na Grã-Bretanha. Até o momento, a Noruega recusou uma interconexão Escócia-Noruega.

## Captura e armazenamento de carbono
Também conhecida como sequestro de carbono, essa tecnologia envolve o armazenamento de dióxido de carbono (CO2), que é um subproduto de processos industriais, por meio de sua injeção em campos de petróleo. Não é uma forma de produção de energia renovável, mas pode ser uma maneira de reduzir significativamente o efeito dos combustíveis fósseis enquanto as energias renováveis são comercializadas. A tecnologia foi desenvolvida com sucesso na Noruega. Ainda não há projetos em escala comercial na Escócia, embora em 2020 o governo do Reino Unido tenha alocado 800 milhões de libras para tentar criar clusters de sequestro de carbono até 2030, com o objetivo de capturar as emissões de dióxido de carbono da indústria pesada.

### Hidrogênio

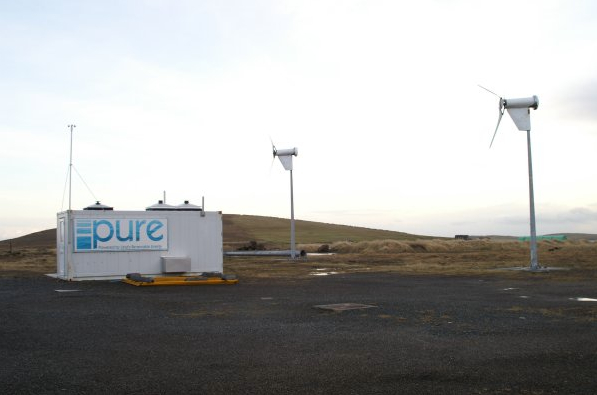
Hypod e moinhos de vento no local da PURE em Unst

Embora o hidrogênio ofereça um potencial significativo como alternativa aos hidrocarbonetos como transportador de energia, nem o próprio hidrogênio nem as tecnologias de células de combustível associadas são fontes de energia em si. No entanto, a combinação de tecnologias renováveis e hidrogênio é de considerável interesse para aqueles que buscam alternativas aos combustíveis fósseis. Há vários projetos escoceses envolvidos nessa pesquisa, apoiados pela Scottish Hydrogen & Fuel Cell Association (SHFCA).
O projeto PURE em Unst, Shetland, é um centro de treinamento e pesquisa que usa uma combinação de amplos suprimentos de energia eólica e células de combustível para criar um sistema de hidrogênio eólico. Duas turbinas de 15 kW são acopladas a uma célula de combustível “Hypod”, que, por sua vez, fornece energia para sistemas de aquecimento, a criação de hidrogênio líquido armazenado e um carro inovador movido a célula de combustível. O projeto é de propriedade da comunidade e faz parte da Unst Partnership, o fundo de desenvolvimento da comunidade.
Em julho de 2008, a SHFCA anunciou planos para um “corredor de hidrogênio” de Aberdeen a Peterhead. A proposta envolve a circulação de ônibus movidos a hidrogênio ao longo da A 90 e é apoiada pelo Conselho de Aberdeenshire e pelo Royal Mail. A economia e a aplicação prática dos veículos a hidrogênio estão sendo investigadas pela Universidade de Glasgow, entre outros. Em 2015, a cidade de Aberdeen se tornou o local da primeira estação de produção de hidrogênio e de reabastecimento de ônibus do Reino Unido e o conselho anunciou a compra de mais 10 ônibus a hidrogênio em 2020. O “Hydrogen Office” em Methil [en] tem como objetivo demonstrar os benefícios da eficiência energética aprimorada e dos sistemas de energia renovável e a hidrogênio.
Um relatório de estado sobre a produção de hidrogênio em Shetland, publicado em setembro de 2020, afirmava que o Shetland Islands Council (SIC) havia “se unido a várias organizações e projetos para levar adiante os planos de estabelecer o hidrogênio como uma futura fonte de energia para as ilhas e além”. Por exemplo, era membro da Scottish Hydrogen Fuel Cell Association (SHFCA). O projeto Orion, para criar um centro de energia planejado para usar eletricidade limpa no desenvolvimento de “novas tecnologias, como a geração de hidrogênio azul e verde”.
A produção de hidrogênio por meio de eletrólise estava bem encaminhada no início de 2021 em Órcades, onde fontes de energia limpa (vento, ondas, marés) estavam produzindo eletricidade em excesso que poderia ser usada para criar hidrogênio, que poderia ser armazenado até ser necessário. Em novembro de 2019, um porta-voz do European Marine Energy Centre (EMEC) fez este comentário: “Agora estamos buscando o desenvolvimento de uma economia de hidrogênio em Órcades”. No final de 2020, foi feito um plano para testar a primeira balsa movida a hidrogênio do mundo aqui. Um relatório sugeriu que, “se tudo correr bem, as balsas a hidrogênio poderão estar navegando entre as ilhas de Órcades dentro de seis meses”. Naquela época, um plano estava em andamento no Aeroporto de Kirkwall para adicionar um sistema de motor de combustão a hidrogênio ao sistema de aquecimento a fim de reduzir as emissões significativas criadas com a tecnologia mais antiga que aquecia os edifícios e a água. Isso fazia parte do plano formulado pelo governo escocês para que as Highlands e as Ilhas “se tornassem a primeira região de aviação líquida zero do mundo até 2040”.
Em dezembro de 2020, o governo escocês divulgou uma declaração de política de hidrogênio com planos para incorporar hidrogênio azul e verde para uso em aquecimento, transporte e indústria. O governo escocês também planejou um investimento de £ 100 milhões no setor de hidrogênio “para o Fundo de Tecnologias Energéticas Emergentes de £ 180 milhões”. O Shetland Islands Council planejou obter mais detalhes sobre a disponibilidade de financiamento. O governo já havia concordado que a produção de hidrogênio “verde” a partir da energia eólica perto do Terminal de Sullom Voe era um plano válido. Uma atualização de dezembro de 2020 declarou que “o extenso terminal também poderia ser usado para reabastecimento direto de navios movidos a hidrogênio” e sugeriu que o quarto píer em Sullom Voe “poderia ser adequado para exportação de amônia”.

## Preocupações locais e nacionais

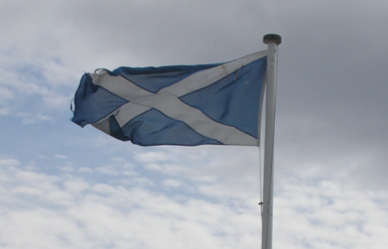
“Uma batalha que coloca ambientalistas contra conservacionistas”

Uma característica importante do potencial renovável da Escócia é o fato de que os recursos estão muito distantes dos principais centros populacionais. Isso não é de forma alguma coincidência. A força do vento, das ondas e das marés nas costas norte e oeste, e da energia hidrelétrica nas montanhas, cria um cenário dramático, mas, às vezes, condições de vida difíceis.
Esse acaso da geografia e do clima criou várias tensões. Há claramente uma diferença significativa entre uma instalação de produção de energia renovável de tamanho modesto que fornece a uma comunidade insular todas as suas necessidades energéticas e uma usina de energia em escala industrial no mesmo local, projetada para exportar energia para locais urbanos distantes. Assim, os planos para um dos maiores parques eólicos terrestres do mundo na Ilha de Lewis, nas Hébridas, geraram um debate considerável. Uma questão relacionada é a linha de alta tensão Beauly-Denny, que leva a eletricidade de projetos renováveis no norte e no oeste para as cidades do sul. A questão foi submetida a um inquérito público e foi descrita por Ian Johnston, do The Scotsman, como uma “batalha que coloca ambientalistas contra conservacionistas e empresas gigantes de energia contra proprietários de terras aristocráticos e chefes de clãs”. Em janeiro de 2010, Jim Mather, o Ministro da Energia, anunciou que o projeto seria levado adiante, apesar das mais de 18.000 objeções recebidas. 53 km da linha de 132 kV dentro do parque foram retirados e não foram substituídos. A linha Beauly [en]-Denny [en] foi energizada no Natal de 2015.
Há um apoio considerável a projetos de energia em escala comunitária. Por exemplo, Alex Salmond, o então primeiro-ministro da Escócia, declarou que “podemos pensar grande entregando pequeno” e aspirou a ter um “milhão de lares escoceses com acesso à geração renovável própria ou comunitária dentro de dez anos”. John Muir Trust também declarou que “as melhores opções de energia renovável em torno de terras selvagens são em pequena escala, localizadas com sensibilidade e adjacentes às comunidades que se beneficiam diretamente delas”, embora até mesmo os esquemas de propriedade da comunidade possam ser controversos.
Uma questão relacionada é a posição da Escócia no Reino Unido. Foi alegado que as estruturas de preços de transmissão do Reino Unido são ponderadas contra o desenvolvimento de energias renováveis, um debate que destaca o contraste entre o norte escassamente povoado da Escócia e o sul e leste altamente urbanizados da Inglaterra. Embora as pegadas ecológicas da Escócia e da Inglaterra sejam semelhantes, a relação entre essa pegada e as biocapacidades dos respectivos países não é. A biocapacidade da Escócia (uma medida da área biologicamente produtiva) é de 4,52 hectares globais [en] (gha) por habitante, cerca de 15% a menos do que o efeito ecológico atual. Em outras palavras, com uma redução de 15% no consumo, a população escocesa poderia viver dentro da capacidade produtiva da terra para sustentá-la. No entanto, a pegada ecológica do Reino Unido é mais de três vezes maior que a biocapacidade, que é de apenas 1,6 gha, uma das mais baixas da Europa. Assim, para atingir o mesmo fim no contexto do Reino Unido, o consumo teria que ser reduzido em cerca de 66%.
A economia do mundo desenvolvido é muito dependente de combustíveis fósseis de “fonte pontual”. A Escócia, como um país relativamente pouco povoado e com recursos renováveis significativos, está em uma posição única para demonstrar como a transição para uma economia de energia de baixo carbono e amplamente distribuída pode ser realizada. Será necessário encontrar um equilíbrio entre o apoio a essa transição e o fornecimento de exportações para as economias de regiões densamente povoadas no Cinturão Central e em outros lugares, à medida que elas buscam suas próprias soluções. Portanto, a tensão entre as necessidades locais e nacionais no contexto escocês também pode se manifestar no cenário mais amplo do Reino Unido e da Europa.

## Promoção de energias renováveis
As crescentes preocupações nacionais com relação ao pico do petróleo e às mudanças climáticas fizeram com que o tema da energia renovável ocupasse um lugar de destaque na agenda política. Vários órgãos públicos e parcerias público-privadas foram criados para desenvolver o potencial. O Fórum para o Desenvolvimento de Energia Renovável na Escócia (FREDS) é uma parceria entre o setor, o meio acadêmico e o governo com o objetivo de permitir que a Escócia capitalize seus recursos de energia renovável. O Scottish Renewables Forum é uma importante organização intermediária para o setor, organizando o Green Energy Awards anual. A Community Energy Scotland oferece consultoria, financiamento e financiamento para projetos de energia renovável desenvolvidos por grupos comunitários. O Aberdeen Renewable Energy Group (AREG) é uma parceria público-privada criada para identificar e promover oportunidades de energia renovável para empresas no nordeste. Em 2009, o AREG formou uma aliança com o North Scotland Industries Group para ajudar a promover o norte da Escócia como um “centro internacional de energia renovável”.
A Forestry Commission está atuando na promoção do potencial de biomassa. O Climate Change Business Delivery Group tem o objetivo de atuar como uma forma de as empresas compartilharem as melhores práticas e enfrentarem o desafio da mudança climática. Várias universidades estão desempenhando um papel no apoio à pesquisa de energia no âmbito do programa Supergen, incluindo a pesquisa de células de combustível em St Andrews, tecnologias marinhas em Edimburgo, sistemas de energia distribuída em Strathclyde [en] e culturas de biomassa no Orkney College do UHI Millennium Institute.
Em 2010, os Freshers' Festivals (Festivais de Calouros) dos estudantes da Scotcampus, realizados em Edimburgo e Glasgow, foram totalmente alimentados por energia renovável em uma tentativa de conscientizar os jovens.
Em julho de 2009, a Amigos da Terra, a Sociedade Real de Proteção às Aves, o World Development Movement e o World Wildlife Fund publicaram um estudo chamado “The Power of Scotland Renewed”. Esse estudo argumentou que o país poderia atender a todas as suas necessidades de eletricidade até 2030 sem a necessidade de instalações nucleares ou movidas a combustível fóssil. Em 2013, uma pesquisa de energia da YouGov concluiu que:
Uma nova pesquisa da YouGov para a Scottish Renewables mostra que os escoceses têm duas vezes mais chances de favorecer a energia eólica do que a nuclear ou o gás de xisto. Mais de seis em cada dez (62%) pessoas na Escócia afirmam que apoiariam projetos eólicos de grande escala em sua área local, mais do que o dobro do número de pessoas que disseram que, em geral, apoiariam o gás de xisto (24%) e quase duas vezes mais do que a energia nuclear (32%). A energia hidrelétrica é a fonte de energia mais popular para projetos de grande escala na Escócia, com uma maioria esmagadora (80%) a favor.
Os planos de energia do governo escocês pedem que 100% do consumo de eletricidade seja gerado por fontes renováveis e que, até 2030, metade do consumo total de energia (incluindo aquecimento e transporte) seja atendido por fontes renováveis.

### Cenário político
A política energética da Escócia é uma questão “reservada”, ou seja, a responsabilidade por ela é do governo do Reino Unido. A ex-primeira ministra da Escócia e líder do SNP, Nicola Sturgeon, acusou o governo escocês de ter uma “total falta de visão e ambição em relação às tecnologias de energia do futuro” e comparou isso com sua opinião de que o governo escocês “já é um líder mundial” no enfrentamento da questão. Durante o referendo sobre a independência da Escócia em 2014, os recursos energéticos da Escócia foram um tema importante, e provavelmente seriam novamente se houvesse outro referendo de independência. O Partido Verde Escocês apoia fortemente a “energia de baixo carbono para todos”.
O Partido Trabalhista Escocês (que é uma seção do Partido Trabalhista do Reino Unido) também apoia o que eles chamam de “Revolução Industrial Verde”. A política partidária dos Conservadores Escoceses (que são uma seção do Partido Conservador do Reino Unido) é ter como objetivo “garantir que 50% da energia da Escócia seja proveniente de fontes renováveis até 2030”. Eles também apoiam a produção adicional de energia nuclear, à qual o governo do SNP se opõe. Os Liberais Democratas Escoceses têm um “compromisso de que 100% da eletricidade escocesa seja proveniente de fontes renováveis”.
A Conferência das Nações Unidas sobre as Mudanças Climáticas de 2021 (COP26) foi realizada em Glasgow de 1º a 12 de novembro de 2021 sob a presidência do Reino Unido.

### Citações
1. ↑  «Whitelee Windfarm». ScottishPower Renewables (em inglês). Consultado em 31 de dezembro de 2020
2. ↑  Veja, por exemplo, Scottish Executive (2005) Choosing Our Future: Scotland's Sustainable Development Strategy (em inglês) Edinburgh.
3. ↑  «Renewables met 97% of Scotland's electricity demand in 2020». BBC News (em inglês). British Broadcasting Corporation. 25 de março de 2021. Consultado em 21 de março de 2021
4. 1 2  «BEIS Energy Trends – Renewables» (em inglês). UK Government. 26 de março de 2020. Consultado em 15 de abril de 2020
5. 1 2 3 4 5 6 7 8 9 10 11 12 13  «Statistics» (em inglês). Scottish Renewables. Consultado em 22 de abril de 2023
6. 1 2  «Proportion of electricity generation by fuel». Scottish Government: Scottish Energy Statistics Hub (em inglês). Consultado em 15 de abril de 2020
7. 1 2  «Share of renewable electricity in gross final consumption». Scottish Government: Scottish Energy Statistics Hub (em inglês). Consultado em 15 de abril de 2020
8. ↑  «Record renewable energy output». www.gov.scot (em inglês). Scottish Government. Consultado em 26 de janeiro de 2024
9. ↑  Wray, Ben (5 de junho de 2022). «April Fuel's Day: Explaining Scotland's energy price rises». The National (em inglês). Consultado em 11 de julho de 2022
10. ↑  «Energy statistics». www.gov.scot (em inglês). Consultado em 11 de julho de 2022
11. 1 2  Monbiot, George (2006). Heat: How to Stop the Planet Burning (em inglês). London: Allen Lane. ISBN 978-0-71399-924-2. OCLC 70173475
12. 1 2  Valenti, Martin (2020) "Scotland's leading role in the journey to a sustainable, low-carbon future" (em inglês) Scottish Enterprise. Acesso em 7 de fevereiro de 2021.
13. 1 2  «Ending Scotland's Contribution to Climate Change» (em inglês). Governo da Escócia. Consultado em 15 de abril de 2020
14. 1 2  HICEC. (2006) Highlands and Islands Community Energy Company Annual Review (em inglês) HICEC. Inverness. Arquivado em 8 maio 2007 no Wayback Machine. (PDF). Consultado em 31 de agosto de 2007.
15. 1 2  «Scottish communities reap £20m in benefits from renewable energy projects» (em inglês). Local Energy Scotland. Consultado em 15 de abril de 2020. Arquivado do original em 12 de agosto de 2020
16. 1 2 3  Scottish Renewables. Janeiro de 2006. Market and Planning Report. (em inglês) Issue No 4.
17. 1 2  A Scottish Energy Review. (novembro de 2005) Scottish National Party Framework Paper. Edinburgh.
18. ↑  «Energy Statistics for Scotland - Q3 2024 - Key Points». www.gov.scot (em inglês). Dezembro de 2024. Consultado em 2 de janeiro de 2025
19. ↑  Delivering the New Generation of Energy: Route Map to Scotland's Renewable Future (PDF). Glasgow: Scottish Renewables Forum. 2006. Cópia arquivada (PDF) em 9 de outubro de 2014
20. ↑  «Energy Statistics for Scotland - Q3 2024 - Total Final Energy Consumption». www.gov.scot (em inglês). Consultado em 2 de janeiro de 2025
21. 1 2 3 4 5 6 7 8 9  Royal Society for the Protection of Birds Scotland, World Wide Fund for Nature Scotland and Friends of the Earth Scotland (fevereiro de 2006) Briefing Paper 2006: The Power of Scotland: Cutting Carbon with Scotland's Renewable Energy. RSPB et al. Acessado em 30 de dezembro de 2020.
22. 1 2 3  "Marine Briefing" (em inglês) dezembro de 2006. Scottish Renewables Forum. Glasgow.
23. 1 2 3  Position Paper: The Role of Nuclear Power in a Low-Carbon Economy (PDF) (em inglês). London: Sustainable Development Commission. Março de 2006. Cópia arquivada (PDF) em 26 de janeiro de 2012
24. ↑  Robinson, Saskia (24 de abril de 2024). «Orkney and Western Isles lead in renewables uptake in Scotland». MCS (em inglês). Consultado em 2 de janeiro de 2025
25. 1 2  «Forum on Renewable Energy Development in Scotland» (PDF) (em inglês). Renewable Policy Team. Outubro de 2008. p. 21. Consultado em 15 de abril de 2012. Arquivado do original (PDF) em 6 de abril de 2016
26. ↑  «A Biomass Action Plan for Scotland» (PDF) (em inglês). Scottish Executive. p. 5. ISBN 978 0 7559 6506 9
27. 1 2 3 4  McLoughlin, Nicola (12 de julho de 2006) "Geothermal Heat in Scotland" (em inglês) Arquivado em 19 dezembro 2008 no Wayback Machine. (PDF). Edinburgh. Scottish Executive. SPICe briefing 06/54. Recuperado em 31 de agosto de 2007.
28. ↑  «Solar Energy Scotland calls for 4GW by 2030 target to 'realise solar's full potential'». Solar Power Portal (em inglês). 12 de outubro de 2021. Consultado em 11 de julho de 2022
29. ↑  «Marine Energy» (PDF) (em inglês). hi-energy.org.uk. Consultado em 2 de outubro de 2015. Arquivado do original (PDF) em 3 de outubro de 2015
30. ↑  «Non-Technical Summary: Potential Geothermal Resources in Scotland». www.gov.scot (em inglês). 11 de novembro de 2013. Consultado em 2 de janeiro de 2025
31. ↑  Forum for Renewable Energy Development in Scotland (junho de 2005). Future Generation Group Report – Scotland's Renewable Energy Potential: Realising the 2020 Target (em inglês). Edinburgh: The Scottish Executive. ISBN 978-0-75594-721-8. OCLC 61440010
32. ↑  «Renewable energy potential» (Nota de imprensa) (em inglês). Scottish Government. 27 de novembro de 2007. Consultado em 13 de novembro de 2016. Arquivado do original em 14 de agosto de 2019
33. ↑  REN21 (2011). «Renewables 2011: Global Status Report» (PDF) (em inglês). pp. 49–50. Consultado em 4 de janeiro de 2015. Arquivado do original (PDF) em 5 de setembro de 2011
34. ↑  MacDonnel, Hamish (30 January 2008) "Scotland aims to lead world in global warming battle". Edinburgh. The Scotsman.
35. ↑  «Clean, green energy» (Nota de imprensa) (em inglês). Scottish Government. 17 de junho de 2009. Consultado em 13 de novembro de 2016. Arquivado do original em 17 de novembro de 2020
36. ↑  Carrell, Severin (24 de janeiro de 2017). «Scotland eyes 50% renewable energy by 2030 in shift away from North Sea oil». The Guardian (em inglês). ISSN 0261-3077. Consultado em 30 de dezembro de 2020
37. 1 2  «Ministers downgrade Scottish offshore energy projection». BBC News (em inglês). 13 de novembro de 2023
38. ↑  AEA Technology (janeiro de 2006). Scottish Energy Study – Summary Report for the Scottish Executive (PDF) (em inglês). [S.l.]: Scottish Executive. ISBN 978-0-75591-308-4. Cópia arquivada (PDF) em 24 de outubro de 2018
39. ↑  «Data – Sector Consumption (GWh)». Scottish Government: Scottish Energy Statistics Hub (em inglês). Consultado em 31 de janeiro de 2021
40. ↑  «Enough UK oil reserves 'for at least 20 years of production'». BBC News (em inglês). British Broadcasting Corporation. 8 de novembro de 2018. Consultado em 22 de abril de 2023
41. ↑  "Scotland's electricity and gas networks: vision to 2030". (12 de março de 2019) Scottish Government. Consultado em 14 de fevereiro de 2021.
42. ↑  «Energy Statistics for Scotland». Scottish Government (em inglês). Dezembro de 2015. Consultado em 20 de março de 2016. Arquivado do original em 14 de janeiro de 2020
43. ↑  "Renewables in Numbers – Scottish Renewables". Scottish Renewables. Arquivado em 16 dezembro 2019 no Wayback Machine Consultado em 31 de janeiro de 2021.
44. ↑  "Energy Statistics for Scotland: Q1 2020 figures". (em inglês) Consultado em 28 de dezembro de 2020.
45. ↑  «Employment in renewables sees 5% growth in one year». Scottish Renewables (em inglês). 14 de janeiro de 2014. Consultado em 14 de janeiro de 2014. Arquivado do original em 16 de janeiro de 2014
46. ↑  «Renewables sector supports 11,000 Scottish jobs, finds report». Energy Efficiency News (em inglês). 30 de março de 2012. Consultado em 3 de janeiro de 2012. Arquivado do original em 14 de janeiro de 2014
47. ↑  Stern, Sir Nicholas (2006). The Economics of Climate Change: the Stern Review (em inglês). [S.l.]: Cambridge University Press. ISBN 978-0-52170-080-1. OCLC 78555140
48. ↑  Os relatórios da imprensa são volumosos. Veja, por exemplo: "A Winter Wonderland" (10 de dezembro de 2006) Edinburgh. Scotland on Sunday.; "Final Warning" (3 de fevereiro de 2007) London. The Independent.
49. ↑  Leaflet: Fifth Assessment Report (PDF) (em inglês), IPCC, 2014
50. ↑  Special Report on Global Warming of 1.5°C (Relatório) (em inglês). Incheon, Republic of Korea: Intergovernmental Panel on Climate Change (IPCC). 7 de outubro de 2018. Consultado em 7 de outubro de 2018
51. ↑  «Renewable Energy Statistics Database for the United Kingdom» (em inglês). Restats. Consultado em 6 de abril de 2007. Arquivado do original em 2 de abril de 2007
52. ↑  Power from the Glens/Neart nan Gleann. Scottish and Southern Energy plc. Consultado em 24 de janeiro de 2021.
53. 1 2  Power from the Glens/Neart nan Gleann. Scottish and Southern Energy plc. Consultado em 24 de janeiro de 2021. p. 1.
54. ↑  Digest of UK Energy Statistics (em inglês)
55. ↑  Power from the Glens/Neart nan Gleann. (em inglês) Scottish and Southern Energy plc. Consultado em 24 de janeiro de 2021. pp. 20–21
56. ↑  Power from the Glens/Neart nan Gleann. (em inglês) Scottish and Southern Energy plc. Consultado em 24 de janeiro de 2021. pp. 18–19
57. ↑  Power from the Glens/Neart nan Gleann. (em inglês) Scottish and Southern Energy plc. Consultado em 24 de janeiro de 2021. pp. 3, 12.
58. ↑  «Tunnel tigers». The Scotsman (em inglês). National World Publishing. 18 de junho de 2002. Consultado em 31 de dezembro de 2020
59. ↑  Wood, Emma (2004). The Hydro Boys: Pioneers of Renewable Energy (em inglês) 2nd ed. Edinburgh: Luath Press. ISBN 978-1-84282-047-6. OCLC 59278510
60. ↑  The Employment Potential of Scotland's Hydro Resource (Relatório) (em inglês). Scottish Government. Janeiro de 2010. Consultado em 24 de janeiro de 2021. Arquivado do original em 19 de fevereiro de 2015
61. ↑  «Knoydart Renewables – The Power of Knoydart» (em inglês). The Knoydart Foundation. Consultado em 22 de abril de 2023
62. ↑  «Hydro» (em inglês). Kingussie Community Development Company. 11 de outubro de 2020. Consultado em 22 de abril de 2023
63. 1 2  «Glendoe hydro electric scheme resumes operations». BBC News (em inglês). British Broadcasting Corporation. 29 de agosto de 2012. Consultado em 22 de abril de 2023
64. ↑  «Four hydro schemes approved» (em inglês). Planning Resource. 23 de abril de 2010. Consultado em 30 de dezembro de 2020
65. ↑  "Run-of-river hydro schemes in the National Park". (em inglês) Loch Lomond and The Trossachs National Park. Acesso em 30 de dezembro de 2020.
66. ↑  «Power Stations in the United Kingdom (operational at the end of May 2004)» (PDF) (em inglês). Department of Trade and Industry, HM Government. Consultado em 6 de fevereiro de 2007. Cópia arquivada (PDF) em 12 de fevereiro de 2007
67. ↑  «£100m boost for biggest UK hydro scheme in decades». BBC News (em inglês). British Broadcasting Corporation. 21 de março de 2023. Consultado em 22 de abril de 2023
68. ↑  Analysis of UK Wind Power Generation, November 2008 to December 2010 (PDF). Dunnet: Stuart Young Consulting. Março de 2011. pp. 1, 15 (in work pp. 4, 18)
69. ↑  Nield, David (18 de julho de 2019). «Scotland is now generating so much wind energy, it could power two Scotlands». Business Insider (em inglês). Consultado em 30 de dezembro de 2020
70. ↑  «Scotland just produced enough wind energy to power it for an entire day». The Independent (em inglês). 11 de agosto de 2016. Consultado em 12 de agosto de 2016
71. ↑  «Scotland's wind turbines cover all its electricity needs for a day». The Guardian (em inglês). Press Association. 11 de agosto de 2016. ISSN 0261-3077. Consultado em 2 de setembro de 2016
72. ↑  Weaver, John Fitzgerald (14 de agosto de 2016). «Scotland blows away the competition – 106% of electricity needs from wind – joins select club». Electrek (em inglês). Consultado em 2 de setembro de 2016
73. ↑  Russell, Greg (10 de dezembro de 2018). «Scottish wind power output breaks 100% output milestone». The National (em inglês). Consultado em 30 de dezembro de 2020
74. ↑  «Black Law Wind Farm» (em inglês). ScottishPower Rewnewables. Consultado em 30 de dezembro de 2020
75. ↑  «UK's most powerful wind farm could power Paisley» (em inglês). British Wind Energy Association. Janeiro de 2006. Consultado em 30 de dezembro de 2020. Cópia arquivada em 20 de janeiro de 2012
76. ↑  «Whitelee Wind Farm» (em inglês). ScottishPower Renewables. Consultado em 16 de fevereiro de 2014. Arquivado do original em 27 de fevereiro de 2014
77. ↑  «Let's Talk Renewables» (PDF) (em inglês). HIE. Consultado em 6 de janeiro de 2008. Cópia arquivada (PDF) em 7 de abril de 2008
78. ↑  «Green Energy press release» (em inglês). greenenergy.uk.com. 26 de janeiro de 2005. Consultado em 1 de fevereiro de 2007. Arquivado do original em 21 de dezembro de 2006
79. ↑  "Eigg Electric" (em inglês) isleofeigg.org. Consultado em 30 de dezembro de 2020.
80. 1 2  Nelson, Cordelia (20 de março de 2013). «Scots support renewable energy». YouGov (em inglês)
81. ↑  «Rise in Scots wind farm support». BBC News (em inglês). British Broadcasting Corporation. 18 de outubro de 2010
82. ↑  Scottish Government (2003). «Public Attitudes to Windfarms: A Survey of Local Residents in Scotland» (em inglês). Consultado em 30 de dezembro de 2020. Arquivado do original em 22 de dezembro de 2015
83. ↑  Scottish Renewables (22 de outubro de 2010). «Scots support wind farms». Sustainable Scotland (em inglês). Arquivado do original em 19 de janeiro de 2013
84. ↑  "Community Funds" (em inglês) Foundation Scotland. Consultado em 30 de dezembro de 2020
85. ↑  "Local Development Plan Supplementary Guidance: Part 1 Appendix C". (em inglês) Dumfries and Galloway Council. Consultado em 29 de dezembro de 2020.
86. ↑  "Robin Rigg East and West". (em inglês) RWE Global Consultado em 30 de dezembro de 2020
87. ↑  «Offshore turbines start turning». BBC News (em inglês). British Broadcasting Corporation. 9 de setembro de 2009. Consultado em 30 de dezembro de 2020
88. ↑  Keane, Kevin (2 de julho de 2018) "Aberdeen wind farm opposed by Donald Trump generates first power" (em inglês) BBC. Consultado em 30 de dezembro de 2020.
89. ↑  Archer, Cristina L. and Jacobson, Mark Z. (2005) Evaluation of global wind power. Journal of Geophysical Research – Atmospheres. (em inglês) Consultado em 30 de dezembro de 2020.
90. ↑  «New offshore wind farm contracts announced». BBC News (em inglês). British Broadcasting Corporation. 8 de janeiro de 2010
91. ↑  «New UK offshore wind farm licences are announced». BBC News (em inglês). British Broadcasting Corporation. 8 de janeiro de 2010. Consultado em 30 de dezembro de 2020
92. ↑  "Salmond discusses floating windfarm" (em inglês) 17 de agosto de 2010. Aberdeen: Press and Journal.
93. ↑  «Conservationists win Scottish wind farm legal challenge». BBC News (em inglês). British Broadcasting Corporation. 19 de julho de 2016. Consultado em 30 de dezembro de 2020
94. ↑  «Scots offshore wind 'pretty much dead', former minister claims». BBC News (em inglês). British Broadcasting Corporation. 20 de julho de 2016. Consultado em 30 de dezembro de 2020
95. ↑  «Moray East – Under Construction Offshore Wind Farm – United Kingdom | 4C Offshore». www.4coffshore.com (em inglês). Consultado em 29 de dezembro de 2020
96. ↑  Fruergaard, Wadia (6 de dezembro de 2018). «Moray East Signs Firm Order with MHI Vestas Offshore Wind». MHI Vestas Offshore (em inglês). Consultado em 29 de dezembro de 2020. Arquivado do original em 27 de novembro de 2020
97. ↑  Saunderson, Chris (28 December 2020) "Moray Offshore Windfarm lifts final jacket in place (em inglês) Forres Gazette. Consultado em 29 de dezembro de 2020
98. ↑  "Hywind Scotland" (em inglês) Arquivado em 14 abril 2021 no Wayback Machine. equinor. Consultado em 29 de dezembro de 2020.
99. ↑  Campbell, Wilson (22 de março de 2010). «Choosing your history: Wave energy development in the UK». History & Policy (em inglês). Consultado em 2 de janeiro de 2025
100. ↑  «City job losses as giant utility firm pulls out». The Inverness Courier (em inglês). 1 de março de 2013. Consultado em 3 de fevereiro de 2007. Arquivado do original em 7 de março de 2013
101. ↑  "Green for go as isle plays host to world's largest wave farm"

(em inglês) 23 de janeiro de 2009. Edinburgh. The Scotsman. Consultado em 3 de fevereiro de 2009.
102. ↑  Donald, Colin (24 de julho de 2011). «World's biggest 'wave farm' in crisis as RWE npower pulls out». Sunday Herald (em inglês). Glasgow. Consultado em 17 de fevereiro de 2024
103. ↑  Dinwoodie, Robbie (19 de maio de 2010) "Launched: mighty sea snake that could power 500 homes" (em inglês) Glasgow; The Herald.
104. ↑  Blum, Patrick (16 de março de 2009). «A Setback for Wave Power Technology». The New York Times (em inglês). ISSN 0362-4331. Consultado em 24 de agosto de 2024
105. ↑  Burns, Niamh (7 de fevereiro de 2015). «Sweden's Vattenfall to liquidate wave power venture». Energy Voice (em inglês). Consultado em 24 de agosto de 2024
106. ↑  «Over £14 million for Wave Energy Scotland». The Scottish Government (em inglês). 25 de fevereiro de 2015. Consultado em 15 de novembro de 2016
107. ↑  "Find out about the projects driving Scotland's wave energy ambitions". (em inglês) The Scotsman. Edinburgh. Consultado em 28 de dezembro de 2020.
108. ↑  «Two Scots Firms Secure £7.7m Funding». Wave Energy Scotland (em inglês). 8 de janeiro de 2019. Consultado em 31 de março de 2024
109. ↑  «Mocean Energy's Blue X Wave Device and Verlume's Halo Battery Come Ashore». Offshore Engineer Magazine (em inglês). 23 de abril de 2024. Consultado em 24 de agosto de 2024
110. ↑  DiCerto, Joseph J. (1976). The Electric Wishing Well: The Solution to the Energy Crisis (em inglês). New York: Macmillan. p. 140. ISBN 978-0-02531-320-0. OL 21547493M
111. 1 2  «'Saudi Arabia of Tidal Power' Woos Dozens of Energy Firms». The Scotsman" (em inglês). 11 de fevereiro de 2009. Consultado em 13 de agosto de 2015. Arquivado do original em 12 de novembro de 2014
112. ↑  Carrington, Damian (10 de julho de 2013). «Tidal power from Pentland firth 'could provide half of Scotland's electricity'». The Guardian (em inglês). London. Consultado em 13 de novembro de 2016
113. ↑  Dutta, Kunal. 17 de março de 2010. "Marine energy projects approved for Scotland." (em inglês) The Independent. London.
114. ↑  «Orkney Renewable Energy Forum: Marine Energy» (em inglês). Orkney Renewable Energy Forum. Consultado em 4 de fevereiro de 2007
115. ↑  Urquhart, Frank. 4 de setembro de 2011. "Island to switch on power of currents". (em inglês) Edinburgh. Scotland on Sunday.
116. ↑  "North Yell" (em inglês) Arquivado em 18 novembro 2014 no Wayback Machine. Nova Innovation. Consultado em 12 de janeiro de 2015.
117. ↑  Carrell, Severin (29 de agosto de 2016). «World first for Shetlands in tidal power breakthrough». The Guardian (em inglês). Consultado em 8 de setembro de 2016
118. ↑  «Shetland Tidal Array becomes world leader». ReNEWS (em inglês). 31 de janeiro de 2023. Consultado em 17 de fevereiro de 2024
119. ↑  «Nova looking to decommission older tidal turbines». Shetland News (em inglês). 28 de fevereiro de 2023. Consultado em 17 de fevereiro de 2024
120. ↑  «Solway barrage prospects assessed». BBC News (em inglês). British Broadcasting Corporation. 4 de fevereiro de 2010
121. ↑  Whittle, Julian (8 de março de 2013) " 'Green energy' scheme to span Solway Firth?" (em inglês) Arquivado em 2 maio 2014 no Wayback Machine. News and Star. Carlisle. Consultado em 6 de setembro de 2013.
122. ↑  Major Scottish tidal project unveiled (em inglês) New Civil Engineer, 28 de outubro de 2010. Arquivado em 2012-03-13 no Wayback Machine Consultado em 4 de novembro de 2010.
123. ↑  «Pentland Firth tidal turbine project given consent». BBC News (em inglês). British Broadcasting Corporation. 16 de setembro de 2013. Consultado em 16 de setembro de 2013
124. ↑  White, Matthew (12 de abril de 2008). «Meygen Starts 25 year operations phase». 4c Offshore (em inglês)
125. ↑  «Green light for world's largest planned tidal energy project in Scotland». The Guardian (em inglês). Consultado em 19 de dezembro de 2014
126. ↑  "Meygen tidal stream projects" (em inglês) Arquivado em 27 dezembro 2020 no Wayback Machine. (16 de setembro de 2013). simecatlantis.com. Consultado em 28 de dezembro de 2020.
127. ↑  «Simec Atlantis makes significant advancement in MeyGen project». Sharecast (em inglês). Consultado em 17 de fevereiro de 2024
128. ↑  UK Marine Energy Council (14 de dezembro de 2023). «Clean sweep for UK projects in Horizon tidal call | UK Marine Energy Council (UKMEC)». www.marineenergycouncil.co.uk (em inglês). Consultado em 17 de fevereiro de 2024
129. ↑  «British Airways completes its first flight with sustainable aviation fuel». www.scotsman.com (em inglês). 15 de setembro de 2021. Consultado em 11 de julho de 2022
130. ↑  «UK sustainable aviation fuels mandate consultation – summary of responses» (PDF) (em inglês)
131. ↑  Martin, P.J., French, J., Wishart, J. and Cromarty, A. (2005) "Report to Westray Development Trust on Biofuel Crops Research at Orkney College During 2004/5" (em inglês) Agronomy Institute, Orkney College. Esse estudo indicou que, nas condições de cultivo da Escócia, a colza proporcionou rendimentos relativos de biodiesel significativamente melhores do que os disponíveis por meio do etanol de beterraba sacarina.
132. ↑  "Biofertiliser Certification Scheme: End of Waste Scotland". (em inglês) Renewable Energy Assurance. Consultado em 9 de janeiro de 2021.
133. ↑  "Welcome to Avondale Landfill" (em inglês) Avondale Environmental Limited. Consultado em 2 de fevereiro de 2009.
134. 1 2  «Promoting and Accelerating the Market Penetration of Biomass Technology in Scotland» (em inglês). Scottish Executive Forum for Renewable Energy Development in Scotland. Janeiro de 2005. Consultado em 13 de novembro de 2016. Arquivado do original em 20 de fevereiro de 2015
135. 1 2 3  «Energy from our trees and forests» (em inglês). renewscotland. Consultado em 7 de fevereiro de 2007. Arquivado do original em 10 de julho de 2007
136. ↑  (Março de 2011) The Supply of Wood for Renewable Energy Production in Scotland (em inglês) Arquivado em 30 abril 2013 no Wayback Machine Wood Fuel Task Force 2. An Update Report by the Wood Fuel Task Force to Scottish Ministers. Consultado em 17 de fevereiro de 2013.
137. ↑  Wingate, Alexandra (18 de novembro de 2011) Leith Biomass Plant turn attention to government subsidies (em inglês) The Edinburgh Reporter. Consultado em 17 de fevereiro de 2013.
138. ↑  «Leith ruled out for Forth Energy biomass plant». BBC (em inglês). 9 de fevereiro de 2012. Consultado em 30 de dezembro de 2020
139. 1 2  Royal Society of Edinburgh (junho de 2006) Inquiry into Energy Issues for Scotland. (em inglês) Final Report. Edinburgh. RSE.
140. ↑  «Biomass fuels Related to forestry and agriculture» (em inglês). Macauley Institute. 17 de janeiro de 2006. Consultado em 7 de fevereiro de 2007
141. ↑  «Shetland Heat Energy & Power Ltd.» (em inglês). Shetland Heat Energy & Power Ltd. Consultado em 4 de fevereiro de 2007
142. ↑  "EPR Policies and Product Design: Economic Theory and Selected Case Studies" –  ENV/EPOC/WGWPR(2005)9/FINAL (PDF) (em inglês) 2005. Working Group on Waste Prevention and Recycling. OECD. Recuperado em 31 de agosto de 2007. Arquivado em 3 fevereiro 2007 no Wayback Machine
143. ↑  «Insolation Levels (Europe)» (em inglês). Apricus Solar. Consultado em 14 de abril de 2012. Arquivado do original em 17 de abril de 2012
144. ↑  Child, Michael; Ilonen, Roope; Vavilov, Mihail; Kolehmainen, Mikko; Breyer, Christian (2019). «Scenarios for sustainable energy in Scotland». Wind Energy (em inglês). 22 (5): 666–684. Bibcode:2019WiEn...22..666C. ISSN 1099-1824. doi:10.1002/we.2314
145. ↑  «Sunshine Duration Annual Average» (em inglês). Met Office. 2001. Consultado em 20 de agosto de 2007. Arquivado do original em 28 de julho de 2014
146. ↑  «Solar panels» (em inglês). Energy Saving Trust. Consultado em 11 de maio de 2015
147. ↑  "FAQ: What about the weather?" (em inglês) AES Solar. Consultado em 31 de dezembro de 2020.
148. ↑  «Scottish Renewables Economics Impact Report 07» (PDF) (em inglês). Scottish Renewables Forum Limited. Consultado em 11 de fevereiro de 2007. Arquivado do original (PDF) em 1 de julho de 2007
149. ↑  «THE GROWING DEMAND FOR SOLAR PV IN SCOTLAND» (em inglês). 21 de outubro de 2022
150. ↑  «Free Solar Panel Grants Scotland» (em inglês). Consultado em 13 de novembro de 2023
151. ↑  Lubis, Luthfi I.; Kanoglu, Mehmet; Dincer, Ibrahim; Rosen, Marc A. (setembro de 2011). «Thermodynamic analysis of a hybrid geothermal heat pump system». Geothermics (em inglês). 40 (3): 233–238. Bibcode:2011Geoth..40..233L. ISSN 0375-6505. doi:10.1016/j.geothermics.2011.06.004
152. ↑  "Renewable and low carbon energy" (em inglês) Scottish Government. Consultado em 29 de dezembro de 2020.
153. ↑  «Geothermal Energy» (em inglês). John Gilbert Architects. Consultado em 9 de fevereiro de 2007. Arquivado do original em 5 de fevereiro de 2007
154. ↑  "Design Study may Lead to Two North Sea Interconnector Hubs to Service Geothermal Power" (em inglês) 21 de novembro de 2012. Healer George. Consultado em 8 de abril de 2014.
155. ↑  Veja, por exemplo: "Wind Power: Your questions answered" (em inglês) (2006) Sustainable Development Commission. London.
156. ↑  "ETP Home page". (em inglês) Energy Technology Partnership. Consultado em 28 de dezembro de 2020.
157. ↑  «Energy strategy: No plans for new nuclear sites in Scotland». BBC News (em inglês). British Broadcasting Corporation. 7 de abril de 2022. Consultado em 11 de julho de 2022
158. ↑  "Energy Infrastructure" (em inglês) Scottish Government. Consultado em 10 de janeiro de 2021.
159. ↑  "Chapter 2. Scotland's Changing Energy System". (em inglês) The future of energy in Scotland: Scottish energy strategy. Scottish Government. Consultado em 10 de janeiro de 2021.
160. ↑  Registered Power Zone Annual Report for period 1 April 2006 to 31 March 2007 (em inglês) Scottish Hydro Electric Power Distribution and Southern Electric Power Distribution. Consultado em 18 de outubro de 2007. Arquivado em 10 outubro 2007 no Wayback Machine
161. ↑  Facilitate Generation Connections on Orkey by Automatic Distribution Network Management  (em inglês) Arquivado em 27 março 2009 no Wayback Machine DTI. Consultado em 18 de outubro de 2007.
162. 1 2  «Orkney's Energy – Orkney Renewable Energy Forum (OREF)» (em inglês). Consultado em 2 de janeiro de 2025
163. ↑  Thomson, Alex (22 de agosto de 2024). «Why Orkney is once again at the cutting edge of the green revolution». Channel 4 News (em inglês). Consultado em 2 de janeiro de 2025
164. ↑  "Scotland marine energy potential to be mapped" (em inglês) Arquivado em 15 março 2012 no Wayback Machine Energysaving trust. Consultado em 16 de dezembro de 2011.
165. ↑  Jha, Alok. 3 de janeiro de 2010. "Sun, wind and wave-powered: Europe unites to build renewables 'supergrid'." (em inglês) London. The Guardian.
166. ↑  «Pentland Firth and Orkney Waters Marine Spatial Plan». www.orkney.gov.uk (em inglês). Consultado em 2 de janeiro de 2025
167. ↑  "SHEPD energises UK's first grid battery in Orkney" (em inglês) Arquivado em 18 agosto 2013 no Wayback Machine. 14 de agosto de 2013. The Orcadian. Consultado em 16 de setembro de 2013.
168. ↑  Williamson, Mark (11 August 2020) "Scottish heat battery pioneer wins backing from international investors" (em inglês) Glasgow. The Herald. Consultado em 2 de janeiro de 2021.
169. ↑  Lempriere, Molly (28 de abril de 2022). «Zenobē begins construction of 50MW/100MWh transmission connected battery in Scotland». Solar Power Portal (em inglês)
170. ↑  «SUSI, Eelpower power up 50-MW battery in Scotland». Renewablesnow.com (em inglês)
171. ↑  Edwardes-Evans, Henry (11 de julho de 2022). «UK regulator Ofgem confirms need for huge Eastern HVDC link». www.spglobal.com (em inglês). Consultado em 11 de julho de 2022
172. ↑  "Sequestration science is far ahead of needed policy". (em inglês) 8 de setembro de 2006. MIT Technology Review. Consultado em 24 de junho de 2007. Arquivado em 2007-09-27 no Wayback Machine O relatório observa que o campo de gás natural de Sleipner vem sequestrando com sucesso o dióxido de carbono no subsolo há 10 anos.
173. ↑  Ross, Kelvin (18 de novembro de 2020). «Carbon capture sector welcomes UK's green industrial strategy». Power Engineering International (em inglês). Consultado em 20 de novembro de 2020. Arquivado do original em 19 de setembro de 2021
174. ↑  Romm, J.R. (2004) The Hype About Hydrogen (em inglês) London. Island Press. pp. 1–4
175. ↑  «Scottish Hydrogen and Fuel Cell Activities Map» (em inglês). Scottish Hydrogen and Fuel Cell Association Ltd. Consultado em 2 de fevereiro de 2007. Cópia arquivada em 5 de maio de 2007
176. ↑  «PURE project» (em inglês). Pure Energy Centre. Consultado em 2 de fevereiro de 2007. Arquivado do original em 12 de junho de 2007
177. ↑  "Hydrogen corridor for north-east? The Scottish Hydrogen Fuel Cell Association is hatching a bold proposal" (em inglês) (7 de julho de 2008) SHFCA. Consultado em 9 de novembro de 2008. Arquivado em 20 janeiro 2009 no Wayback Machine
178. ↑  "University investigates viability of hydrogen in transport". (em inglês) Consultado em 6 de janeiro de 2020.
179. ↑  "The world's first hydrogen-powered double-decker bus arrives in Aberdeen." (em inglês) 19 de outubro de 2020. Aberdeen City Council. Consultado em 28 de dezembro de 2020. Arquivado em 2020-11-20 no Wayback Machine
180. ↑  "Aberdeen to see further expansion of hydrogen buses project." (em inglês) 27 de agosto de 2020. Conselho Municipal de Aberdeen. Consultado em 28 de dezembro de 2020. Arquivado em 2020-12-04 no Wayback Machine
181. ↑  "Home" (em inglês) Arquivado em 1 março 2021 no Wayback Machine The Hydrogen Office. Consultado em 6 de dezembro de 2009.
182. ↑  «Council, SIC moves ahead in developing hydrogen as an alternative fuel». Shetland News (em inglês). 2 de setembro de 2020. Consultado em 7 de fevereiro de 2021
183. ↑  «How hydrogen is transforming these tiny Scottish islands». BBC News (em inglês). British Broadcasting Corporation. 27 de março de 2019. Consultado em 7 de fevereiro de 2021. Órcades começou a planejar sua economia baseada em hidrogênio em 2016
184. ↑  «Is Orkney the hydrogen capital of the world?». Energy Ireland (em inglês). 25 de novembro de 2019. Consultado em 7 de fevereiro de 2021. É uma economia centrada na eletrólise da água, um processo que é alimentado pelo abundante suprimento de energias renováveis baseadas no vento na costa de Órcades e em seus arredores.
185. ↑  «Hydrogen». Orkney (em inglês). 20 de dezembro de 2020. Consultado em 7 de fevereiro de 2021
186. ↑  «EGEB: Scotland trials world's first hydrogen ferry». Electrek (em inglês). 14 de outubro de 2020. Consultado em 7 de fevereiro de 2021
187. ↑  «Green hydrogen set to decarbonise airport». Hydrogen East (em inglês). 20 de dezembro de 2020. Consultado em 7 de fevereiro de 2021. Arquivado do original em 2 de fevereiro de 2021
188. ↑  Stones, Jake (22 de dezembro de 2020) "Scotland outlines hydrogen policy to 2045" (em inglês) ICIS. Consultado em 2 de janeiro de 2021
189. ↑  «Scotland Invests in Offshore Wind and Tidal Energy for Green Hydrogen». Maritime Executive (em inglês). 20 de dezembro de 2020. Consultado em 21 de janeiro de 2021
190. ↑  «Energy hub team keeping close eye on £100m government hydrogen pledge». Shetland News (em inglês). 23 de dezembro de 2020. Consultado em 7 de fevereiro de 2021
191. ↑  Por exemplo, W. H. Murray descreveu as Hébridas como “as ilhas à beira do mar onde os homens são bem-vindos - se forem duros de corpo e tenazes de espírito”. Murray, W.H. (1966) The Hebrides; Londres; Heinemann; página 232. Murray nasceu em 1913 e seu uso do masculino pode parecer inapropriado atualmente, embora o clima rigoroso e a falta de oportunidades de emprego sejam um problema muito presente no século XXI. Veja, por exemplo, Ross, David (8 de fevereiro de 2007) “As Ilhas Ocidentais devem pagar as mulheres para ficarem”. The Herald, que registra a preocupação do conselho local com o declínio a longo prazo da população de mulheres em idade fértil.
192. ↑  «Wind power dilemma for Lewis». BBC News (em inglês). British Broadcasting Corporation. 25 de julho de 2006. Consultado em 4 de fevereiro de 2007
193. ↑  Johnston, Ian (6 de fevereiro 2007) "Scotland sits at a green crossroads" (em inglês) Arquivado em 31 outubro 2007 no Wayback Machine. Edinburgh. The Scotsman. Consultado em 31 de agosto de 2007.
194. ↑  "Power line upgrade given go-ahead" (em inglês) BBC Consultado em 9 de janeiro de 2010.
195. ↑  «Beauly – Denny» (em inglês). Scottish & Southern Electricity Networks. Consultado em 16 de abril de 2020. Arquivado do original em 5 de março de 2016
196. ↑  «Beauly-Denny delivers power super-highway between the Highlands and the Central Belt» (em inglês). Scottish & Southern Electricity Networks. 22 de dezembro de 2015. Consultado em 16 de abril de 2020. Arquivado do original em 7 de agosto de 2018
197. ↑  See for example, Energy4All Ltd. (2006) Empowering Communities: A Step By Step Guide to Financing A Community Renewable Energy Project (em inglês) Inverness. HICEC
198. ↑  What's Your View on Wild Land? (2006) John Muir Trust. Pitlochry. Arquivado em 2007-05-18 no Wayback Machine Veja também «Renewable Energy Policy» (em inglês). John Muir Trust. Consultado em 31 de agosto de 2007. Arquivado do original em 17 de dezembro de 2006
199. ↑  Por exemplo, um esquema de pequena escala proposto pelo North Harris Development Trust foi apoiado pelo John Muir Trust, mas teve a oposição do Scottish Natural Heritage. A objeção “causou indignação” e foi retirada em setembro de 2007. Consulte Ross, David, (4 de setembro de 2007) “Heritage body in U-turn over island wind farm”. Glasgow. The Herald. O projeto finalmente recebeu autorização de planejamento para três turbinas eólicas de 86 metros no início de 2008. Consulte “North Harris community wind farm approved” (fevereiro de 2008) John Muir Trust Journal No. 44. Página 5.
200. ↑  Perry, David (22 de novembro de 2006) "Backing for North Sea Super-Grid plans" (em inglês) Aberdeen. Press and Journal.
201. ↑  Dinning, R. J. (2006) "A response to the Scottish National Party Energy Review". (em inglês) Arquivado em 29 setembro 2007 no Wayback Machine (Microsoft Word document) London. Energy Institute. Consultado em 31 de agosto de 2007. Esse relatório observa que “estamos cientes de que esse tópico tem sido controverso entre os geradores escoceses e, aparentemente, perverso, pois age contra a energia renovável nas áreas remotas onde ela é mais abundante (o mesmo vale para o acesso à costa em áreas nas quais o CO₂ pode ser armazenado). No entanto, temos que observar a lógica de engenharia que envolve o regime atual - que a geração seja incentivada a ser implantada em áreas que evitem o desperdício de energia incorrido nas perdas de transmissão”. No entanto, a Scottish Power expressou sua preocupação com o fato de o regime atual penalizar a adoção de energias renováveis.
202. ↑  Akildade, Anthony (11 de fevereiro de 2007) "Osborne steps into row over green targets" (em inglês) Glasgow. Sunday Herald. Este artigo descreve os temores de que os subsídios para as energias renováveis sejam direcionados para a energia eólica offshore “que é mais viável na Inglaterra” do que na Escócia, onde a tecnologia “ainda precisa ser comprovada” devido às águas mais profundas da costa.
203. ↑  Chambers, N. et al. (2004) Scotland's Footprint. (em inglês) Oxford. Best Foot Forward.
204. ↑  «The Ecological Footprint: A resource accounting framework for measuring human demand on the biosphere» (em inglês). European Environment Agency. Consultado em 4 de fevereiro de 2007
205. ↑  A biocapacidade global é, em média, de 1,8 hectares globais por pessoa (excluindo considerações sobre biodiversidade). Chambers (2004). Assim, o Reino Unido é mais típico do que a Escócia, que, embora tenha um alto nível de consumo, é relativamente pouco povoada.
206. ↑  Veja, por exemplo, Lowson, Mike (4 de junho de 2007). "Halting the rush to blight Scotland's scenic landscape" (em inglês) Aberdeen. Press and Journal.
207. ↑  "Angus To Join Moray in Green Energy Initiative". (em inglês) 27 de janeiro de 2007 Aberdeen. Press and Journal.
208. ↑  "2.3. Alliance to promote RE industry in N.Scotland" (em inglês) News@All-Energy – Issue 155 – Late November 2009. All-Energy. Consultado em 6 de dezembro de 2009. Arquivado em 23 setembro 2009 no Wayback Machine
209. ↑  Martin, Peter; Sellers, Geoff; Wishart, John. «Short Rotation Coppice:A potential biomass crop for the Highlands and Islands of Scotland» (PDF) (em inglês). Orkney College. Consultado em 3 de setembro de 2007. Arquivado do original (PDF) em 30 de setembro de 2007
210. ↑  "Freshers Festivals Edinburgh" (em inglês) Events Edinburgh. Consultado em 30 de junho de 2010. Arquivado em 7 outubro 2010 no Wayback Machine
211. ↑  Murray, Ben (2009) The Power of Scotland Renewed: Clean green energy for the nation's future (em inglês) FOE Scotland, RSPB, World Development Movement and WWF.
212. ↑  "The future of energy in Scotland: Scottish energy strategy: Executive summary". (em inglês) 20 de dezembro de 2017. Governo escocês. Consultado em 31 de janeiro de 2021.
213. ↑  "Sturgeon tells Westminster to 'get its act together' on clean energy" (em inglês)  Energy Voice. Consultado em 29 de dezembro de 2020.
214. ↑  Little, Gavin (2016). «Energy and the Scotland Act 2016». Edinburgh Law Review (em inglês). 20 (3): 394–399. doi:10.3366/elr.2016.0374. hdl:1893/23750
215. ↑  «Scottish Renewables: A United Kingdom Success Story». www.these-islands.co.uk (em inglês). Consultado em 11 de julho de 2022
216. ↑  "Energy" (em inglês) Scottish Greens. Consultado em 30 de dezembro de 2020.
217. ↑  "It's time for a Green Industrial Revolution" (em inglês) Scottish Labour. Consultado em 30 de dezembro de 2020. Arquivado em 2020-01-27 no Wayback Machine
218. ↑  "Scottish Conservatives launch major policy paper on the environment" (em inglês) Arquivado em 17 abril 2021 no Wayback Machine. (2017) Scottish Conservatives. Consultado em 30 de dezembro de 2020.
219. ↑  "Nuclear Energy" (em inglês) Scottish Government. Consultado em 30 de dezembro de 2020.
220. ↑  "Protecting Our Environment" (em inglês) Arquivado em 17 abril 2021 no Wayback Machine. Scottish Liberal Democrats. Consultado em 30 de dezembro de 2020.
221. ↑  «New dates agreed for COP26 United Nations Climate Change Conference». gov.uk (em inglês). 28 de maio de 2020